# Frankfurter Nationalversammlung

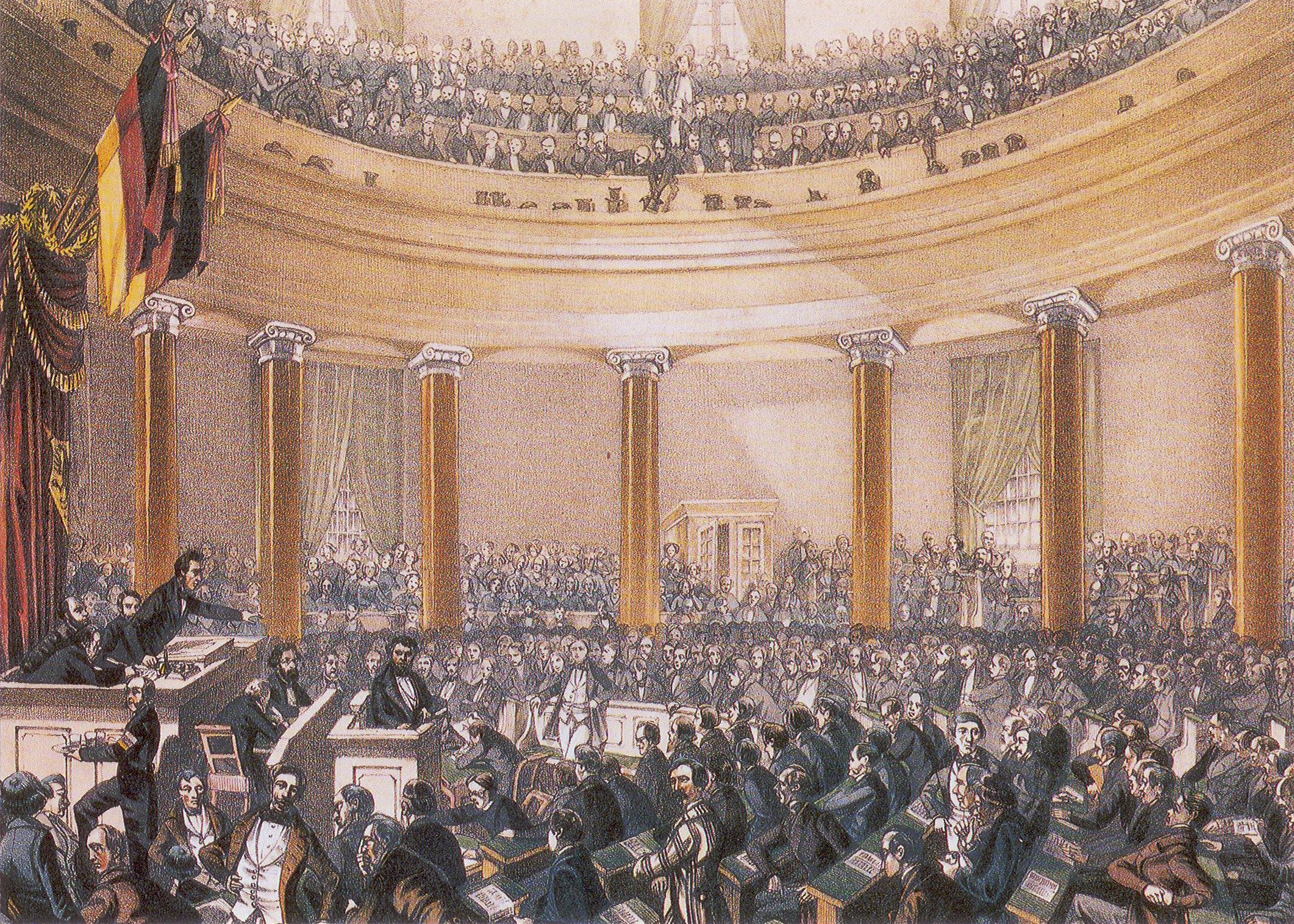
Ludwig von Elliott: Sitzung der Nationalversammlung im Juni 1848

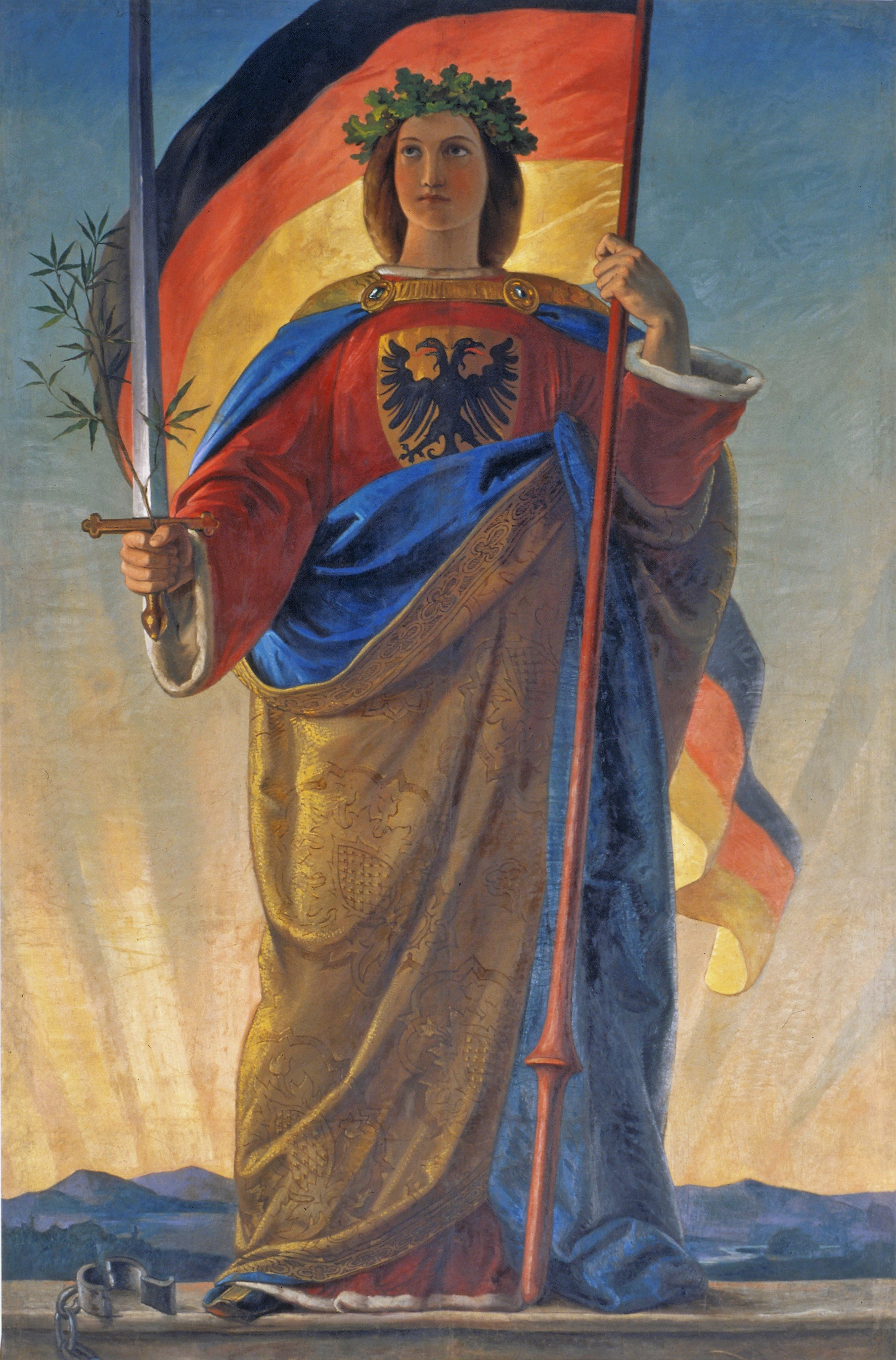
Gemälde Germania, zugeschrieben oft Philipp Veit. Unter diesem Symbolbild Deutschlands debattierten die Abgeordneten in der Frankfurter Paulskirche.

Die Frankfurter Nationalversammlung (zeitgenössisch auch constituierende Reichsversammlung, deutsches Nationalparlament, Reichsparlament, Frankfurter Parlament oder bereits Reichstag wie später in der Reichsverfassung) war vom 18. Mai 1848 bis zum Mai 1849 das verfassungsgebende Gremium der Deutschen Revolution sowie das vorläufige Parlament des entstehenden Deutschen Reiches. Die Nationalversammlung tagte in der Paulskirche in Frankfurt, daher steht häufig der Name Paulskirche für die Nationalversammlung. Als Parlament beschloss die Nationalversammlung auch die Reichsgesetze. Am 28. Juni 1848 richtete die Nationalversammlung mit dem Zentralgewaltgesetz die Provisorische Zentralgewalt ein, also eine vorläufige deutsche Regierung.
Der Bundestag des Deutschen Bundes hatte Ende März bzw. Anfang April 1848 ein Bundeswahlgesetz beschlossen, damit das deutsche Volk eine Nationalversammlung wählen konnte. Organisiert wurde die Wahl von den deutschen Einzelstaaten. Die Nationalversammlung sollte eine Verfassung für einen deutschen Bundesstaat entwerfen, die mit den Einzelstaaten zu vereinbaren war. Aus eigenem Machtbewusstsein setzte sie allerdings auch sich und eine Zentralgewalt an die Stelle der Organe des Deutschen Bundes.
Die Nationalversammlung verabschiedete am 28. März 1849 die Frankfurter Reichsverfassung (Verfassung des deutschen Reiches). Nach ihrer Auffassung war sie allein zur Inkraftsetzung imstande. Die Verfassung wurde von den meisten deutschen Einzelstaaten sowie beiden Kammern des preußischen Landtags angenommen, nicht aber vom preußischen König und den großen Einzelstaaten wie Bayern und Hannover. Österreich hatte sich durch eine neue, durch den Kaiser oktroyierte Verfassung für einen österreichischen Einheitsstaat vom neuen deutschen Reich de facto ausgeschlossen.
Preußen und Österreich, dann auch andere Staaten, befahlen im Mai den Abgeordneten aus ihren Ländern, ihr Mandat niederzulegen, und traten der Revolution nun mit offener Gewalt entgegen. Die Reichsverfassungskampagne scheiterte. Auch durch sonstige Mandatsniederlegungen schrumpfte die Zahl der Abgeordneten, bis die Nationalversammlung von der Linken dominiert wurde. Ende Mai 1849 flohen die verbliebenen Abgeordneten nach Stuttgart und bildeten dort ein Rumpfparlament, das aber bedeutungslos blieb und schon am 18. Juni durch württembergisches Militär aufgelöst wurde.
Die einstigen Abgeordneten der konstitutionellen Liberalen, das rechte Zentrum, traf sich Ende Juni im Gothaer Nachparlament, einer privaten Versammlung. Dort nahmen sie im Wesentlichen den preußischen Versuch an, die Erfurter Union als kleindeutschen Staat zu errichten. Während viele linke Abgeordnete Deutschland verließen oder verfolgt wurden, gab es eine größere Zahl von Abgeordneten, die später den Reichstagen des Norddeutschen Bundes und des Deutschen Kaiserreichs angehörten. Der prominenteste war Eduard von Simson, Präsident der Nationalversammlung, des Erfurter Unionsparlaments und erster Reichstagspräsident.

## Geschichte

### Wahl der Nationalversammlung

Institutionen im revolutionären Deutschland März bis Mai 1848: vom Bundestag zur Nationalversammlung.

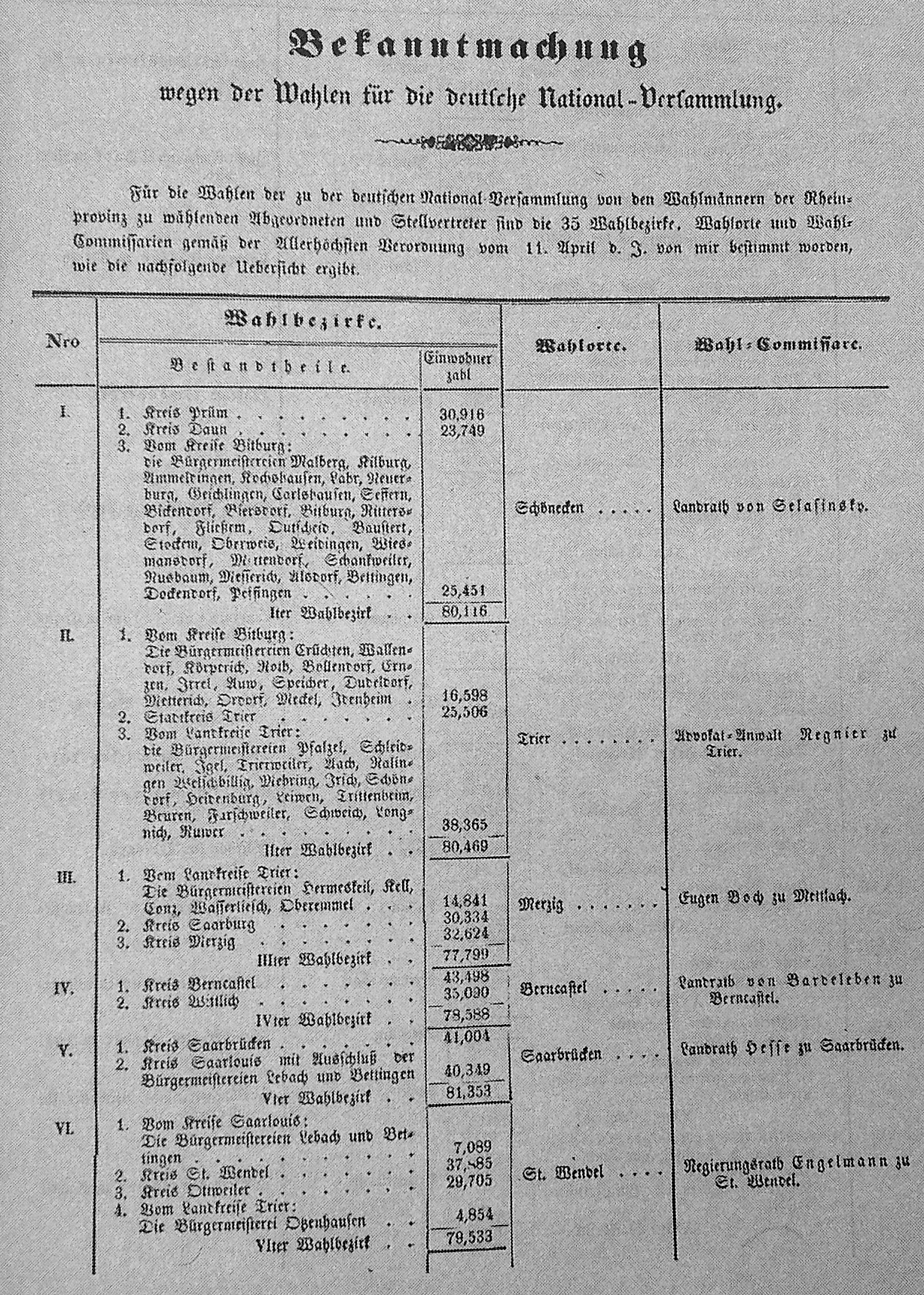
Bekanntmachung wegen der Wahlen für die deutsche National-Versammlung, aus dem Rheinland

Zu Beginn der deutschen Revolution, im März 1848, war zunächst der Bundestag Fokus der gesamtdeutschen Erneuerungen. Der Bundestag war das höchste Organ des Deutschen Bundes, und zwar mit Gesandten der Einzelstaaten. Daneben bildete sich ein Vorparlament, eine Versammlung von Abgeordneten der Parlamente der Einzelstaaten.
Eine der wichtigsten Entscheidungen der damaligen Zeit war das Bundeswahlgesetz, genauer zwei Bundestagsbeschlüsse vom 30. März und 7. April auf Vorschlag des Vorparlaments. Dem Bundeswahlgesetz zufolge sollten die Einzelstaaten Abgeordnete zu einer constituierenden deutschen Nationalversammlung wählen lassen. Dazu gab das Bundeswahlgesetz ihnen einen grundlegenden Rahmen mit, etwa, dass für je 50.000 Einwohner ein Abgeordneter zu wählen war und dass jeder männliche, volljährige, selbstständige Staatsangehörige wählen durfte. Wegen einer fehlenden Bestimmung konnten die Staaten selbst entscheiden, ob die Wahl direkt oder indirekt sein sollte.
Obwohl die Nationalversammlung schon am 1. Mai zusammentreten sollte, wurde in manchen Staaten an diesem Tag oder erst später gewählt, und es dauerte auch noch einige Tage, bis die Ergebnisse ermittelt waren. Die rechtlichen und faktischen Bedingungen der Wahl waren regional sehr unterschiedlich, man geht insgesamt von einer Wahlbeteiligung zwischen vierzig und siebzig Prozent aus.

### Endphase

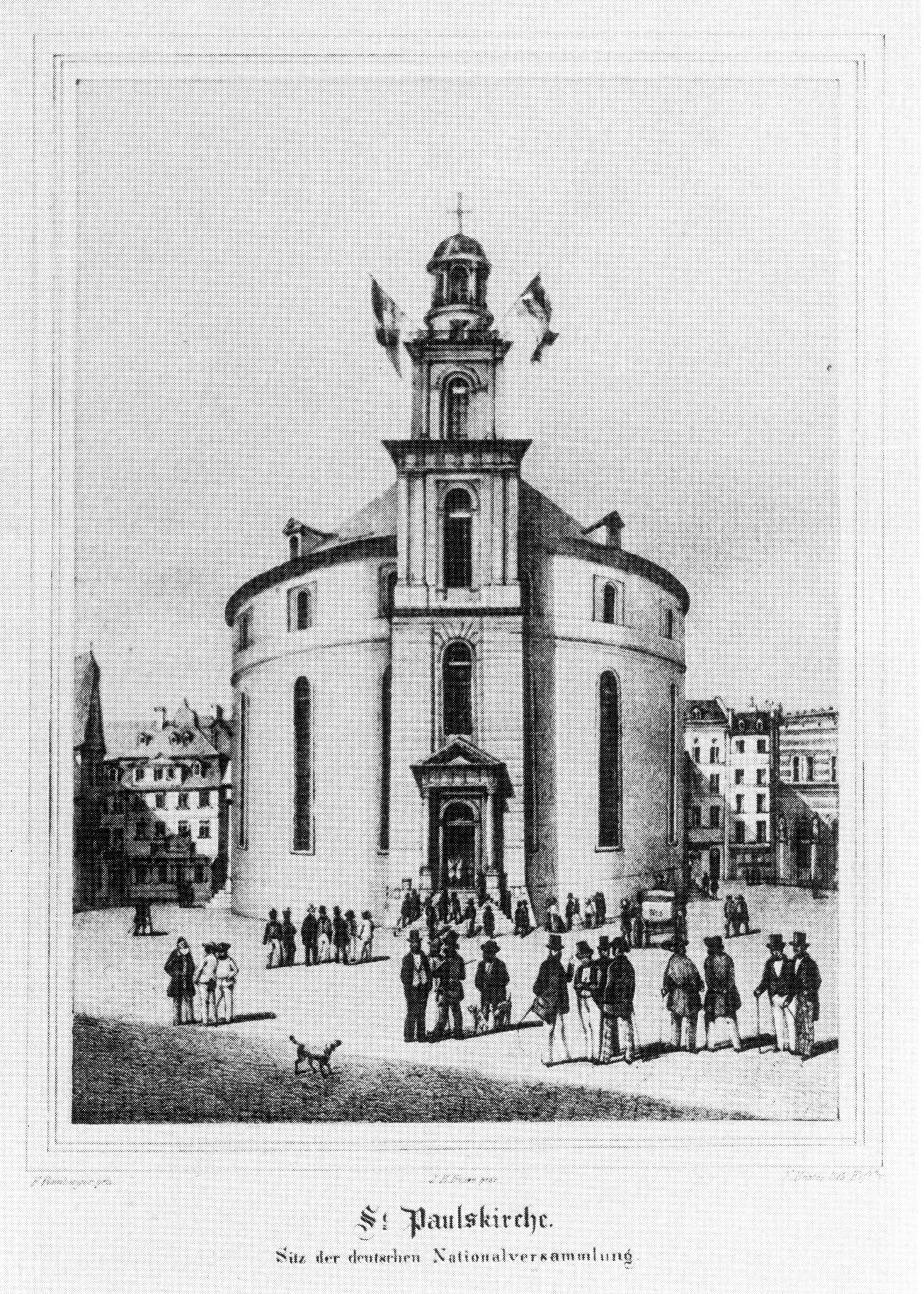
Die Paulskirche von außen zur Revolutionszeit

Die Ablehnung der Kaiserkrone durch Friedrich Wilhelm IV. von Preußen sorgte für große Bestürzung in der Nationalversammlung. Sie hielt aber an der Reichsverfassung fest und wählte einen dreißigköpfigen Ausschuss, der den Bericht der Kaiserdeputation prüfen sollte. Ziel war es, die Fürsten und Regierungen durch die öffentliche Meinung zu bezwingen. Eine Note der Achtundzwanzig, der Bevollmächtigten kleinerer Staaten, nahm die Verfassung an ebenso wie die Abgeordnetenkammer der preußischen Nationalversammlung. Letztere drohte ihrem König, bei weiterer Ablehnung keine preußische Regierung mehr zu unterstützen.
Der Konflikt eskalierte daraufhin: Ende April lehnte der König nicht nur die Kaiserkrone endgültig ab, sondern löste auch die Kammer in Preußen auf; gleiches geschah in Hannover, Sachsen und weiteren Staaten. Am 3. Mai setzte die Nationalversammlung noch eine Frist zur Anerkennung und bestimmte mit 190 zu 188 Stimmen am 4. Mai, dass sie selbst anstatt des Kaisers (des preußischen Königs) die Wahlen zum ersten Reichstag ausschrieb. Dieser sollte einen neuen Kaiser wählen. Sie rief Regierungen, Landtage, Gemeinden und das Volk allgemein dazu auf, die Verfassung zur Geltung zu bringen. Als die Linke Gewaltaktionen forderte, zogen sich die gemäßigten Abgeordneten allmählich zurück.
Wie schon zuvor die österreichische Regierung erklärte nun auch die preußische am 14. Mai, die Mandate der Frankfurter Abgeordneten aus Preußen seien erloschen, diese Abgeordneten dürften nicht mehr an den Sitzungen teilnehmen. Mit dem Scheitern der Verfassungsvereinbarung sei die Aufgabe der Nationalversammlung erledigt. Die preußische Regierung sah die Nationalversammlung nicht mehr als gesetzliche Vertretung des Volkes an. Sachsen und Hannover folgten dem preußischen Beispiel im Mai, Baden im Juni 1849. Die staatsstreichartige Maßnahme war rechtswidrig, denn die Wahlen zur Nationalversammlung beruhten auf Landeswahlgesetzen, die noch in Kraft waren, und die Landeswahlgesetze wiederum waren Vollzugsmaßnahmen des Bundeswahlgesetzes, das ebenfalls noch in Kraft war. Viele Abgeordnete unterwarfen sich und legten die Mandate nieder.
Am 19. Mai stimmte eine Minderheit der erbkaiserlichen Gruppe mit der Linken: Mit 126 zu 116 Stimmen setzte man den Reichsverweser ab, weil er den Boden des Konstitutionalismus verlassen habe. Am Tag darauf entschlossen sich die Mitglieder des ehemaligen Casino (darunter von Gagern), sofort auszutreten. Die Nationalversammlung hatte nur noch 150 Mitglieder, die Linke dominierte.
Am 30. Mai beschlossen 71 gegen 64 Abgeordnete bei vier Enthaltungen, den Sitz nach Stuttgart zu verlegen, weil sie den Einmarsch preußischer Truppen in Frankfurt fürchteten. Das etwa hundertköpfige Rumpfparlament in Stuttgart wurde zunächst von der württembergischen Regierung geduldet, aber am 18. Juni mit Waffengewalt aufgelöst. Die Abgeordneten flohen meist in die Schweiz. In Frankfurt verblieben die großdeutschen Konservativen (zusammen mit der Zentralgewalt); sie sahen sich als die rechtmäßige Nationalversammlung an.

## Funktionen
Die Frankfurter Nationalversammlung hatte zunächst nur eine klare Aufgabe: Sie sollte laut Bundeswahlgesetz eine Verfassung für ganz Deutschland entwerfen und diese mit den Regierungen vereinbaren. Allerdings stellte sich bei Antritt der Nationalversammlung die Frage nach dem Fortbestand des Bundestages und nach der Einrichtung einer Bundesexekutive. Der Krieg gegen Dänemark und andere Probleme zeigten einen Handlungsbedarf auf. So traf die Nationalversammlung auch Beschlüsse außerhalb ihrer ursprünglichen Aufgabe, sie diente als Parlament bei einer Reichsgesetzgebung und arbeitete mit der von ihr eingesetzten Zentralgewalt zusammen.

### Zentralgewalt

Heinrich von Gagern war zunächst Präsident der Nationalversammlung und ging im Dezember 1848 in das Gesamt-Reichsministerium

Nach längeren Beratungen über eine Bundesexekutive, also einer Regierung für die Bundes- bzw. Reichsebene, verabschiedete die Nationalversammlung am 28. Juni 1848 das Reichsgesetz über die Einführung einer provisorischen Zentralgewalt für Deutschland. Die vorläufige Verfassungsordnung für Deutschland sah einen Reichsverweser vor, eine Art Ersatzmonarchen, der Minister ernannte. Für sich selbst definierte die Nationalversammlung im Zentralgewaltgesetz folgende Rolle:
- Sie wählte den Reichsverweser
- Ihr waren die Minister verantwortlich, das Gesamt-Reichsministerium
- Die Minister mussten ihr auf Verlangen Auskunft erteilen
- Sie beschloss gemeinsam mit der Zentralgewalt über Krieg und Frieden und Verträge mit auswärtigen Mächten[10]

Am 29. Juni wählte die Nationalversammlung Erzherzog Johann von Österreich zum Reichsverweser. Dieser ernannte im Juli bzw. August das Kabinett Leiningen und später auch weitere Kabinette. Zwar war es nicht ausdrücklich geregelt, dass ein Minister auf Wunsch der Nationalversammlung zurücktreten musste, de facto war dies aber der Fall, auch, weil die Nationalversammlung der wichtigste politische Rückhalt für die Regierung darstellte. Es setzte sich also eine parlamentarische Regierungsweise durch. Die Nationalversammlung hatte allerdings nicht die Möglichkeit, den Reichsverweser Johann abzusetzen, auch wenn später das Stuttgarter Rumpfparlament seine Tätigkeit für gesetzwidrig erklärt hat.

### Reichsgesetzgebung
Zu den Ergebnissen der Abgeordnetenarbeit gehört eine Reihe von Gesetzen und Verordnungen zu verschiedenen Themengebieten. Einige davon behandeln ganz direkt die Tätigkeit oder den Status der Abgeordneten, wie das Reichsgesetz, betreffend das Verfahren im Falle gerichtlicher Anklagen gegen Mitglieder der verfassunggebenden Reichsversammlung vom 30. September 1848. Andere haben Bezug auf die Zentralgewalt, wiederum andere hatten nicht zuletzt den Zweck, durch eher unstrittige Regelungen den Nutzen der Nationalversammlung als ordnungs- und einheitsstiftenden Gesetzgeber zu demonstrieren, vor allem die Allgemeine Deutsche Wechselordnung vom 24. November 1848.

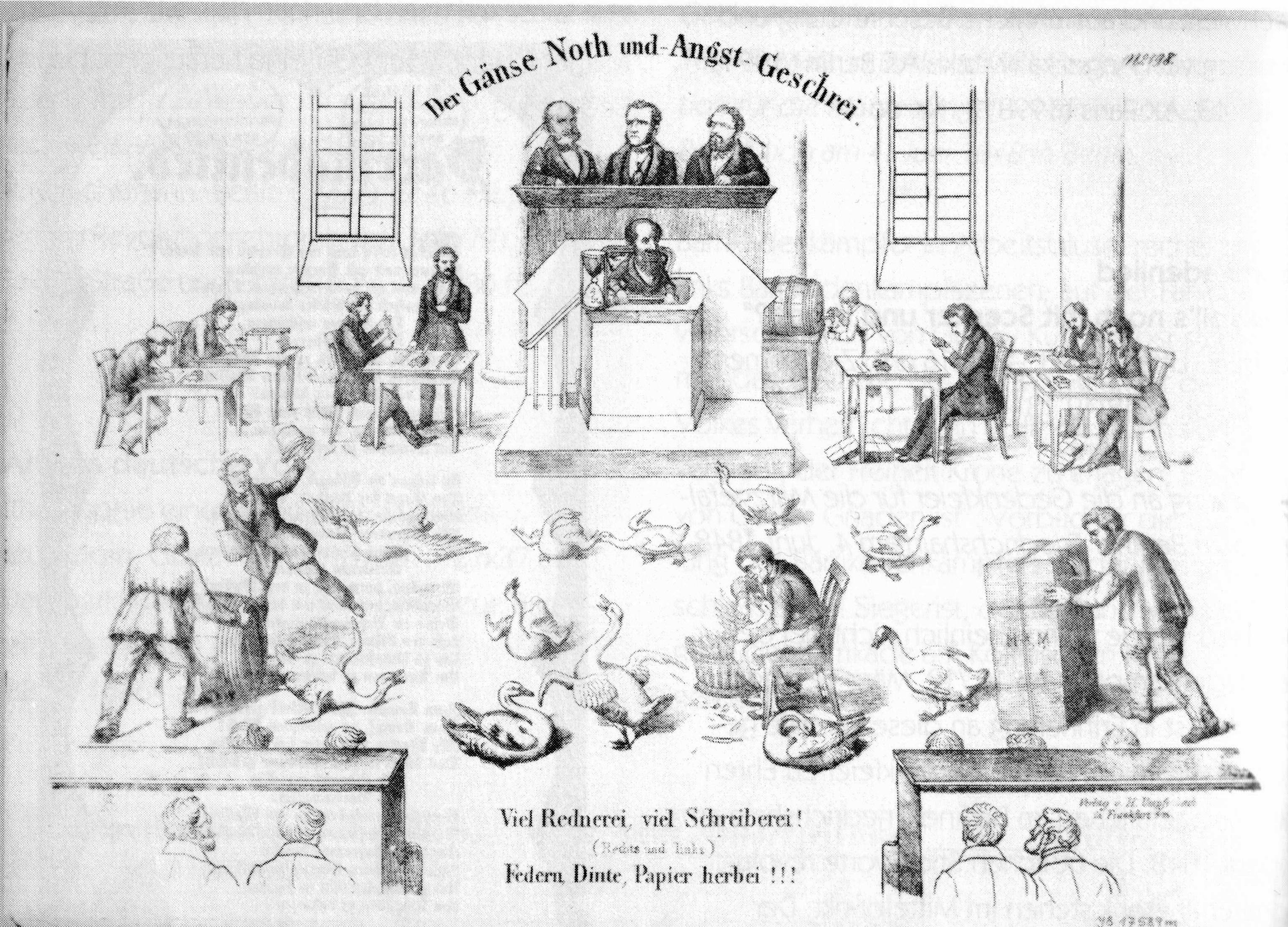
Die Nationalversammlung wurde häufig Ziel von Satire. Dieser Karikaturist stellt sich die vielen Gänsefedern vor, die man beim Protokollieren der Reden verbraucht haben mag.

Als besonders wichtig sahen die Abgeordneten die Grundrechte des deutschen Volkes an, die eigentlich Teil der künftigen Verfassung waren, aber bereits am 20. Dezember 1848 als Reichsgesetz verabschiedet wurden. Der Grundrechtskatalog legte individuelle Freiheitsrechte der Deutschen fest, aber auch zum Beispiel institutionelle Garantien bezüglich der Rechtspflege, und er verbot Strafen wie den Pranger und weitgehend die Todesstrafe. Wegen der Abschaffung von Adelsprivilegien wurde der Grundrechtskatalog naturgemäß nicht von absolut allen Deutschen begrüßt.
Gesetze wurden von der Nationalversammlung beschlossen und dann vom Reichsverweser und dem entsprechenden Fachminister unterzeichnet, um dann im Reichsgesetzblatt veröffentlicht zu werden. Grundlage für dieses Verfahren war das Reichsgesetz betreffend die Verkündung der Reichsgesetze und der Verfügungen der provisorischen Zentralgewalt vom 27. September 1848. Kein Gesetz, aber ein damit vergleichbarer früher Beschluss der Nationalversammlung vom 14. Juni 1848 führte zur Schaffung einer deutschen Reichsflotte.
Eine Publikation der Reichsgesetze in den entsprechenden Gesetzblättern der Einzelstaaten war für die Gültigkeit der Reichsgesetze nicht notwendig. Ähnlich wie bei der Zentralgewalt und der Reichsverfassung waren es wieder die kleinen Staaten, die die Reichsgesetzgebung grundsätzlich anerkannten, während die Mittelstaaten und Großmächte sich sperrten. Trotz des Bundesreaktionsbeschlusses von 1851, der die Reichsgesetzgebung und ihre Folgen in der Landesgesetzgebung bekämpfte, lebte das juristische Erbe der Nationalversammlung fort und wurde teilweise in die Gesetzgebung des Norddeutschen Bundes aufgenommen.

### Verfassungsgebung

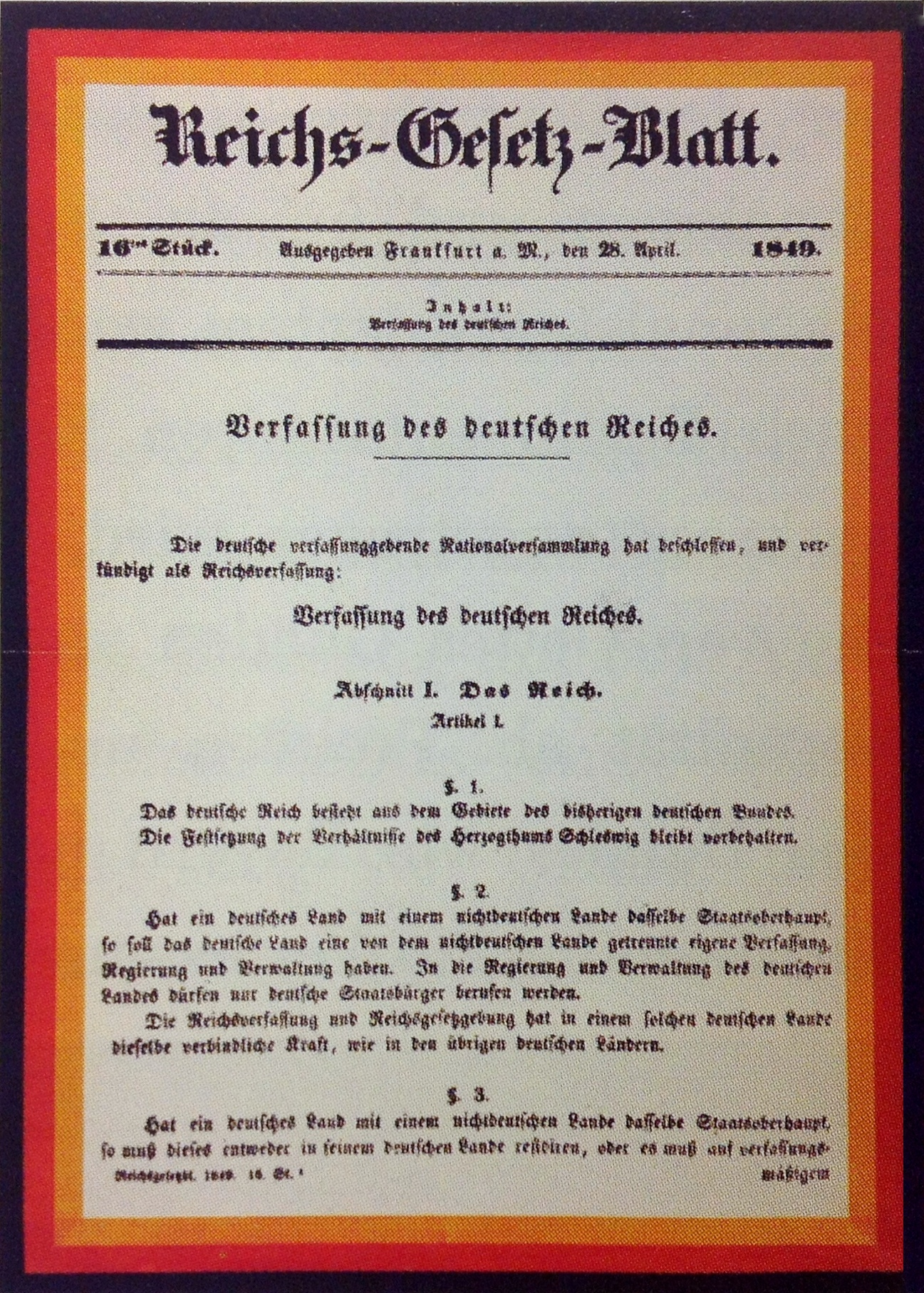
Reichsgesetzblatt mit der Reichsverfassung

Vor allem nach den Schwierigkeiten im Sommer und Herbst 1848, dem entstehenden Deutschen Reich und seiner Zentralgewalt Anerkennung zu verschaffen, konzentrierten die Abgeordneten sich auf die Verfassungstätigkeit. Dabei mussten sie die politische Lage in Deutschland, vor allem den Dualismus von Österreich und Preußen, sowie erhebliche Meinungsverschiedenheiten berücksichtigen, die es auch innerhalb der Nationalversammlung gab. Umstritten waren insbesondere das Reichsgebiet und das Reichsoberhaupt.
Zu Beginn gingen die Abgeordneten mit größter Selbstverständlichkeit davon aus, dass das bisherige Bundesgebiet im Wesentlichen das Reichsgebiet werden sollte und dass der entsprechende Teil Österreichs dazugehörte. Österreich machte allerdings spätestens Anfang März 1849 überdeutlich, dass es nur mit allen seinen Gebieten (einschließlich Ungarn und Norditalien) einer deutschen Staatsorganisation zugehörig sein wollte und ein Nationalparlament ablehnte. Deutschland sollte ein großösterreichischer Staatenbund sein. Preußen hingegen sendete verhalten positive Signale über eine deutsche Einigung aus. Diese Situation führte dazu, dass die Verfassung zwar die Reichsglieder mitsamt Österreich auflistet, aber von der Möglichkeit spricht, dass Österreich sich erst später dem Reich anschließt. Ähnlich war die Zugehörigkeit Schleswigs zum Reich einer späteren Regelung vorbehalten.
Die Mehrheit der Abgeordneten befürwortete eine einzige Person als Reichsoberhaupt, und zwar einen Monarchen. Die Republikaner waren generell in der Minderheit, aber längere Zeit gab es noch den Gedanken, ein mehrköpfiges Organ an die Spitze des Reiches zu stellen. Abstimmungen im März 1849 führten dann zur Entscheidung, dass die Nationalversammlung einen der deutschen Fürsten zum Kaiser wählt, dessen Krone anschließend erblich sein sollte (erbkaiserliche Lösung). Die Nationalversammlung wählte ebenfalls Ende März den preußischen König Friedrich Wilhelm IV. zum Kaiser.
Damit verbunden war die Frage nach der Macht des Kaisers, die ebenfalls erst im März entschieden wurde. Die Rechten und die rechte Mitte befürworteten ein absolutes Veto des Kaisers, das heißt, dass Gesetze des Reichstags nur mit seiner Zustimmung in Kraft treten konnten. Die linkeren Abgeordneten wollten ein nur suspensives Veto: Der Einspruch des Kaisers hätte das Inkrafttreten eines Gesetzes nur zeitlich aufgeschoben. Letztere Ansicht setzte sich durch Abstimmungsabsprachen durch, weil einige linke Stimmen für die Lösung ohne Österreich benötigt wurden (Pakt Simon-Gagern).

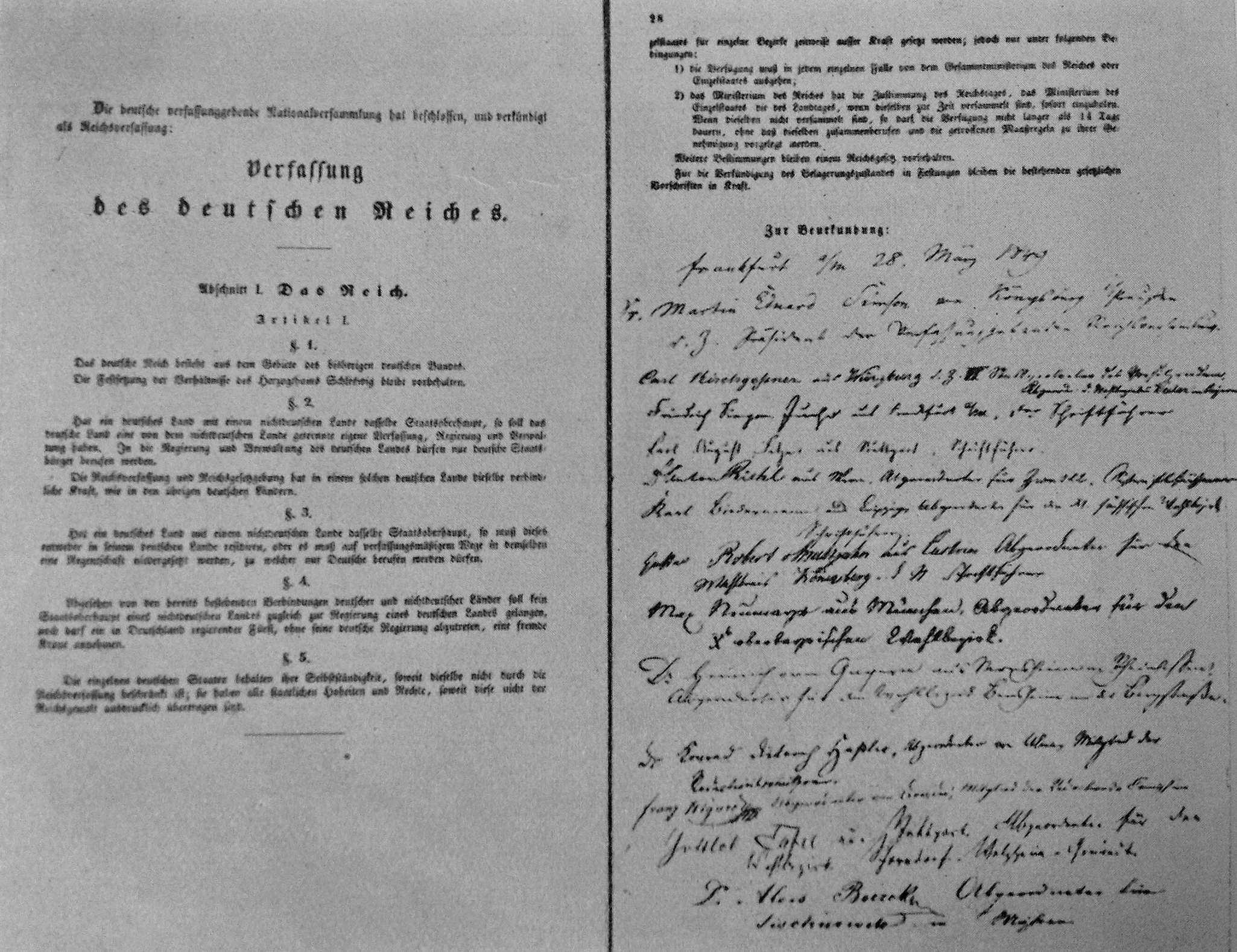
Unterschriften der Abgeordneten unter der Verfassungsurkunde vom 28. März 1849

Entgegen der Absicht des Bundeswahlgesetzes von 1848 haben die Abgeordneten die Verfassung eigenmächtig verkündet, ohne Vereinbarung mit den Regierungen der Einzelstaaten. Laut Zentralgewaltgesetz war das Zustandekommen der Verfassung auch keine Aufgabe für die Zentralgewalt. So trat die Verfassung bereits mit ihrer Verkündung am 28. März 1849 in Kraft, unterschrieben wurde sie vom Präsidenten der Nationalversammlung Eduard Simson und den übrigen Abgeordneten. Die heutige Fachliteratur ist sich über die Gültigkeit uneinig; einige Autoren bejahen sie, andere verneinen sie, andere sagen vermittelnd beispielsweise, sie habe keine Rechtswirksamkeit erlangt.
Letztlich war es damals eine politische Entscheidung, ob man sie anerkennen wollte oder nicht. In der Folge erkannten 28 Regierungen, unter Druck der König Württembergs und ferner die revolutionären Regime in Sachsen und der Pfalz die Verfassung an. Der wankelmütige König Friedrich Wilhelm IV. von Preußen lehnte sie allerdings ebenso wie die Kaiserkrone ab (endgültig am 28. April) und schlug gemeinsam mit anderen Monarchen die Revolution nieder.
Das Frankfurter Reichswahlgesetz vom 12. April 1849 ist an sich ein einfaches Reichsgesetz, wenngleich es materiell durchaus zum Reichstag und damit zu einem Organ der Reichsverfassung gehört. Auch aus praktischen Gründen hat der Verfassungsausschuss das Thema aus der Verfassung ausgelagert. Der Ausschuss selbst hatte zunächst ein ungleiches Wahlrecht vorgeschlagen, das viele Wähler der Nationalversammlung wieder vom Wählen ausgeschlossen hätte. Auch weil die kleindeutsch-erbkaiserliche Partei die Stimmen der linken Abgeordneten benötigte, setzte sich das gleiche und allgemeine Männerwahlrecht für das Reichswahlgesetz durch. Genauer gesagt regelte das Gesetz die Wahlen zum Volkshaus des Reichstags, zu dieser Wahl ist es wegen der Niederschlagung der Revolution aber nicht mehr gekommen.

## Abgeordnete

### Anzahl und regionale Herkunft

Die Gebiete des Deutschen Bundes

Laut Bundesmatrikel, mit ihren veralteten Bevölkerungszahlen, und der Formel, dass pro 50.000 Einwohner ein Abgeordneter zu wählen war, kommt man auf eine Zahl von 649 Abgeordneten. Einige Wahlkreise in Böhmen und Mähren, mit tschechischer Bevölkerung, boykottierten die Wahl jedoch. Vertreten waren in der Nationalversammlung daher nur die 33 Abgeordneten deutscher Muttersprache aus Böhmen, Mähren und Österreichisch-Schlesien. So kommt man auf 585. Da viele Abgeordnete beispielsweise ein Landtagsmandat oder Regierungsamt innehatten, hielten sich normalerweise etwa 400 bis 450 Mitglieder in Frankfurt auf. Bei wichtigen Abstimmungen gaben bis zu 540 Abgeordnete die Stimme ab. Im April 1849 waren es noch 436, bevor die Österreicher abberufen wurden.
Zahlen zur Gesamtzahl aller Abgeordneten zu allen Zeiten unterscheiden sich, Jörg-Detlef Kühne zufolge waren insgesamt 799 verschiedene Abgeordnete erschienen. Das lag daran, dass etwa ein Viertel der Abgeordneten ausgewechselt wurde, meist durch Ersatzleute, zum kleineren Teil durch Nachwahlen. Der deutsche Historiker Wolfram Siemann nennt eine Zahl von 812 Abgeordneten insgesamt, Nipperdey 830, Jansen kommt nach Vorarbeiten anderer Autoren auf 809. Diese Zahl verwendet auch das Biographische Handbuch von Heinrich Best und Wilhelm Weege: Ihr Kriterium ist die Teilnahme an wenigstens einer Sitzung der Nationalversammlung bzw. des Rumpfparlaments, soweit sie durch das offizielle Protokoll dokumentiert wurde. Allerdings wurde das Protokoll am Anfang und in der Auflösungsphase mangelhaft geführt.
Alle Abgeordneten wurden durch Los in eine von 15 Abteilungen eingeteilt. Zur Wahlprüfung kontrollierte jede Abteilung die Legitimation der Mitglieder einer anderen. Innerhalb der ersten zwei Wochen der Nationalversammlung musste eine Wahlanfechtung angemeldet werden (bzw. nach einer Neuwahl), dabei war die Wahl nur anfechtbar, wenn die beanstandeten Punkte einen Einfluss auf das Ergebnis haben konnten. Die Vorsitzenden aller 15 Abteilungen bildeten den Zentralwahlausschuss, der geprüfte Fälle gegebenenfalls dem Plenum der Nationalversammlung zuleitete.
| Staat                | Wahlkreise | Abgeordnete |
| -------------------- | ---------- | ----------- |
| Österreich           | 132        | 186         |
| Preußen              | 200        | 280         |
| Bayern               | 071        | 091         |
| Hannover/Oldenburg   | 031        | 041         |
| Württemberg          | 030        | 042         |
| Sachsen (Kgr.)       | 024        | 036         |
| Thüringische Staaten | 014        | 023         |
| Baden                | 019        | 021         |
| Hessische Staaten    | 032        | 036         |
| Hansestädte          | 003        | 007         |
| Mecklenburg-Schwerin | 007        | 009         |
| Holstein/Lauenburg   | 007        | 008         |
| Schleswig            | 005        | 006         |
| Braunschweig         | 004        | 005         |
| Anhaltische Staaten  | 003        | 005         |
| Limburg              | 002        | 002         |
| Luxemburg            | 001        | 004         |
| Lippe                | 001        | 001         |
| Schaumburg-Lippe     | 001        | 001         |
| Liechtenstein        | 001        | 001         |

### Bekannte Abgeordnete

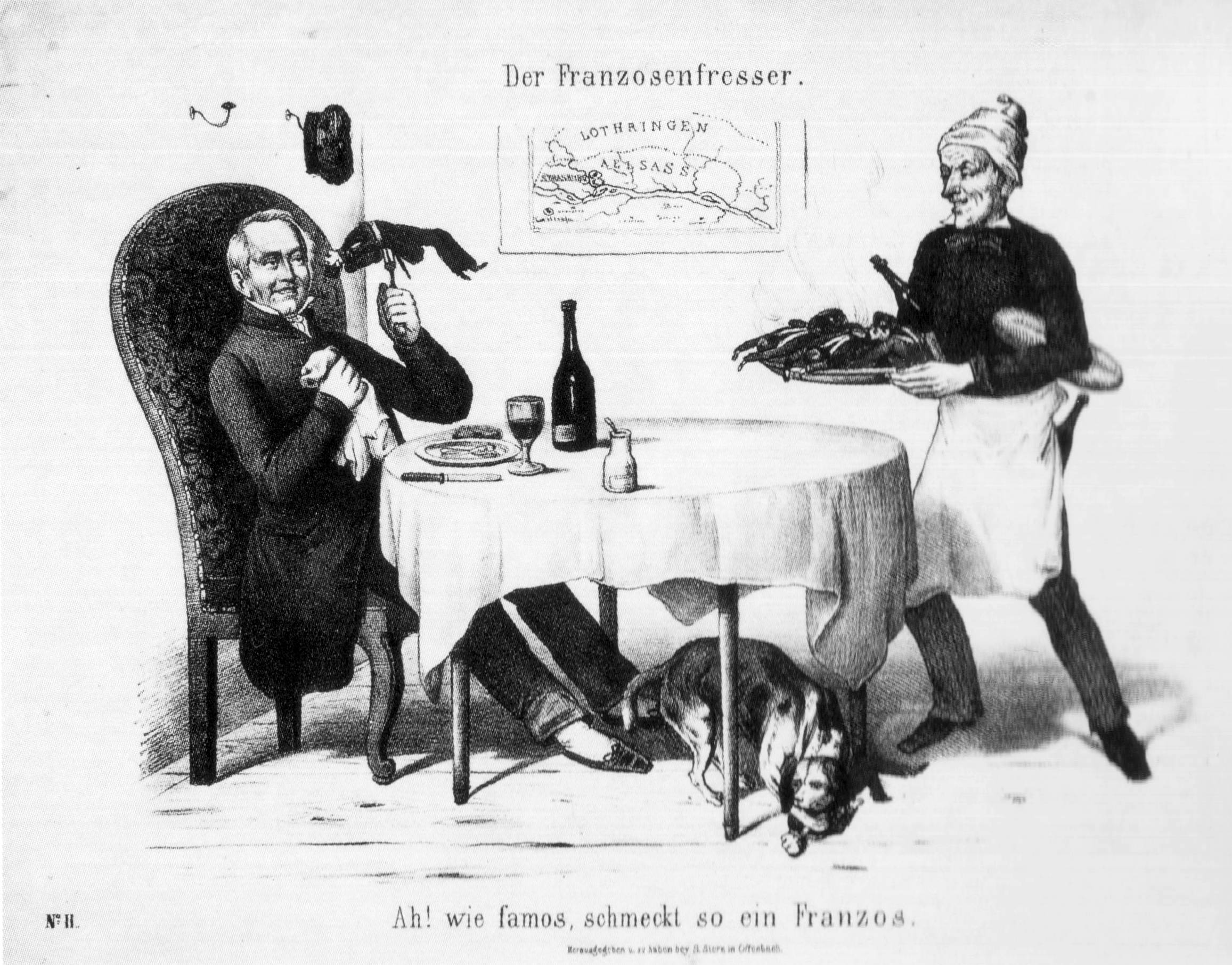
Weder Alter noch Prominenz schützten vor der Satire. Die Karikatur beschreibt den achtzigjährigen Ernst Moritz Arndt, Autor aus der Zeit der Befreiungskriege, buchstäblich als Franzosenfresser. An der Wand hängt eine Karte von Lothringen und dem Elsass und am Haken die Studentenmütze.

Bei den wohlwollenden Zeitgenossen finden sich Beschreibungen, denen zufolge die Nationalversammlung „die besten Köpfe der Zeit“ oder die „geistige Elite Deutschlands“ vereint habe, man habe ihresgleichen nicht mehr gehabt. Viele Abgeordnete waren der gesamtdeutschen Öffentlichkeit bereits bekannt, darunter nicht zuletzt zwei schon sehr betagte Pioniere der Nationalbewegung wie Ernst Moritz Arndt und der „Turnvater“ Friedrich Ludwig Jahn. Ebenso wie der Schriftsteller Ludwig Uhland waren sie allerdings kaum in die parlamentarische Arbeit mit ihren Fraktionen eingebunden.
Bedeutende Geisteswissenschaftler, vor allem der „germanistischen“ Fächer, waren der Sprachforscher Jacob Grimm und die Historiker Georg Waitz, Johann Gustav Droysen und Georg Gottfried Gervinus, ferner die Rechtsgelehrten Wilhelm Eduard Albrecht, Friedrich Christoph Dahlmann und Robert von Mohl. Eigentliche Politiker mit überregionaler Bekanntheit waren bereits Heinrich von Gagern, Robert Blum, Ludwig Simon und Johann Adam von Itzstein.

### Soziale Zusammensetzung
Veit Valentin beklagte, ebenso wie andere Historiker, dass die „untere Bevölkerungsschicht völlig unzureichend vertreten“ gewesen sei. Keine Arbeiter, nur ein einziger Bauer und nur vier Handwerksmeister als Vertreter des bürgerlichen Mittelstands hätten in der Paulskirche gesessen. „Das Frankfurter Parlament war zu viel Universität und zu wenig politische Börse. Es ist kein getreues Abbild der damaligen sozialen Schichtung in Deutschland gewesen […]. Das Frankfurter Parlament war eine Art gewähltes Oberhaus.“
Demgegenüber nennt Thomas Nipperdey es „albern, von einem Parlament zu erwarten, daß es die soziale Struktur der Wählerschaft spiegelt“. Die Nationalversammlung war ein Honoratiorenparlament, aber nicht durch Manipulation, denn gerade beim allgemeinen, demokratischen Wahlrecht setzte sich die damalige soziale Rangordnung durch. Ferner darf man die politischen Orientierungen und den sozialen Status der Wähler nicht gleichsetzen: Es gab viele Überschneidungen, die Demokraten waren nicht einfach die kleinen Leute und die Liberalen nicht allesamt Honoratioren oder „Bourgeoisie“.
Ebenso wie Nipperdey weist Hans-Ulrich Wehler das Wort vom „Professorenparlament“ zurück, wenngleich einige Professoren tatsächlich sehr bekannt waren. Diese Berufsbezeichnung galt nur für 12 Prozent der Abgeordneten, davon waren die Hälfte (49 Abgeordnete) Professoren an Universitäten und die übrigen an höheren Schulen. Viel treffender wäre eine Bezeichnung als „Beamtenparlament“ (rund 56 Prozent) oder als „Juristenparlament“ (rund 50 Prozent). Wehler:

„Die bildungsbürgerlichen Honoratioren besaßen das unbestreitbare Übergewicht, offenbar aber auch das Vertrauen einer erstmals politisch mobilisierten Wählerschaft. Die Verdienste der Paulskirche sind dieser Mehrheit zu verdanken; die politischen Fehler gehen umgekehrt weithin auch auf ihr Konto. Lob und Kritik sind da reichlich möglich. Nur eins waren diese aktiven Bildungsbürger gewiß nicht: apolitische Exponenten geistesaristokratischer Innerlichkeit!“

Die akademisch Gebildeten lieferten einen Anteil von mindestens 81,7 Prozent, der damit wesentlich höher lag als beim konstituierenden Reichstag von 1867 (62,6 Prozent), bei der Weimarer Nationalversammlung (knapp 38 Prozent) und beim Parlamentarischen Rat (66,2 Prozent). Die akademischen Berufe entschlüsseln sich auf (in Prozent aller Abgeordneten): Justiz und Verwaltung 47,5 Prozent; Lehrberufe 15,8 Prozent; Freie Berufe 6,9 Prozent; Marginalisierte Intelligenz 6,4 Prozent; Klerus 4,7 Prozent. Ferner gehörten dem Wirtschaftsbürgertum 8,4 Prozent der Abgeordneten an, den Gutsbesitzern 6,6 Prozent und den Offizieren 2,4 Prozent. Zehn Abgeordnete (1,2 Prozent) werden den Unterbürgerlichen Schichten zugerechnet.
Die Frankfurter Abgeordneten waren mit durchschnittlich 43,5 Jahren deutlich jünger als beispielsweise die Mitglieder des Parlamentarischen Rates (54,1 Jahre, erster Bundestag: 50 Jahre, vergleichbar mit 1867 und 1919). Das liegt teilweise an der gestiegenen allgemeinen Lebenserwartung, außerdem hatten die Mitglieder der Schweizer Bundesversammlung 1848 ein ähnlich niedriges Durchschnittsalter. Jüngere Abgeordnete schlossen sich eher der Linken, ältere der Rechten an. Eine Stimme für einen Linken war eine Stimme gegen die regionalen Eliten, während die von der Revolution wenig erfassten Gebiete vor allem die „alten Kämpen der vormärzlichen Opposition“ gewählt haben.

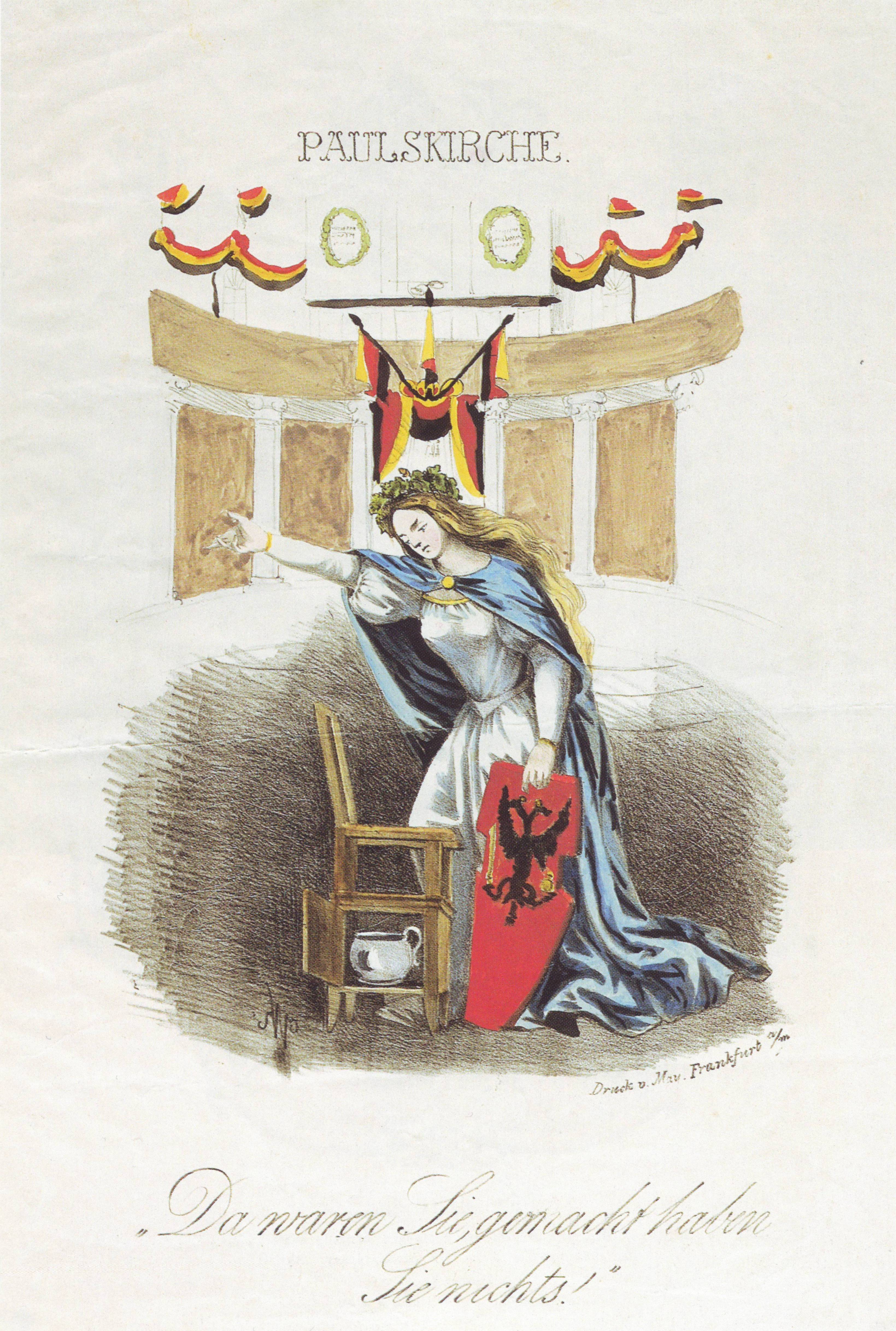
Karikatur über die Nationalversammlung, die nichts geleistet habe

43,1 Prozent der Abgeordneten hatten den Katholizismus als religiöses Bekenntnis, bei einer katholischen Bevölkerung im Deutschen Bund von 54,2 Prozent. Diese Konfession war also deutlich unterrepräsentiert. Das hängt damit zusammen, dass die politischen Eliten eher Protestanten waren: Bei einem Bevölkerungsanteil von 46,8 Prozent stellten die Protestanten 54,6 Prozent der Abgeordneten. Juden, ein Prozent der Bevölkerung, waren sieben Abgeordnete (0,9 Prozent). Hinzu kommen 11 Abgeordnete (1,4 Prozent) der Abgeordneten, die dem deutschkatholischen oder freireligiösen Bekenntnis angehörten (in der Bevölkerungsstatistik tauchen sie nicht auf).
Die Frankfurter Abgeordneten hatten eher wenig Erfahrung in Landes-, Provinz- oder Gemeindeversammlungen, laut einer groben Schätzung etwa zu einem Fünftel. Der Wert erhöht sich, wenn man die (kurze) Tätigkeit im Fünfzigerausschuss und im Vorparlament hinzunimmt. Höher liegt der Anteil auch bei den Südwestdeutschen mit der dortigen parlamentarischen Tradition. Ein Preuße aus dem Rheinland behauptete unwidersprochen in der ersten Sitzung, ein großer Teil habe schon in Kammern gesessen, was sich möglicherweise auf die Vereinigten Landtage oder die gewählten Gemeindevertretungen in Preußen mitbezog. Kühne schätzt, dass der Anteil 1848/1849 dem von 1867 entsprach (nämlich 36,7 Prozent). Möglicherweise hatte die geringe parlamentarische Erfahrung negative Folgen für das Funktionieren der Nationalversammlung und der Qualität ihrer Ergebnisse. Jedoch ist am Inhalt der Reichsverfassung nicht abzulesen, so Kühne, dass die Abgeordneten fehlende Wirklichkeitsnähe aufwiesen.

### Spätere parlamentarische Tätigkeit und Verfolgung

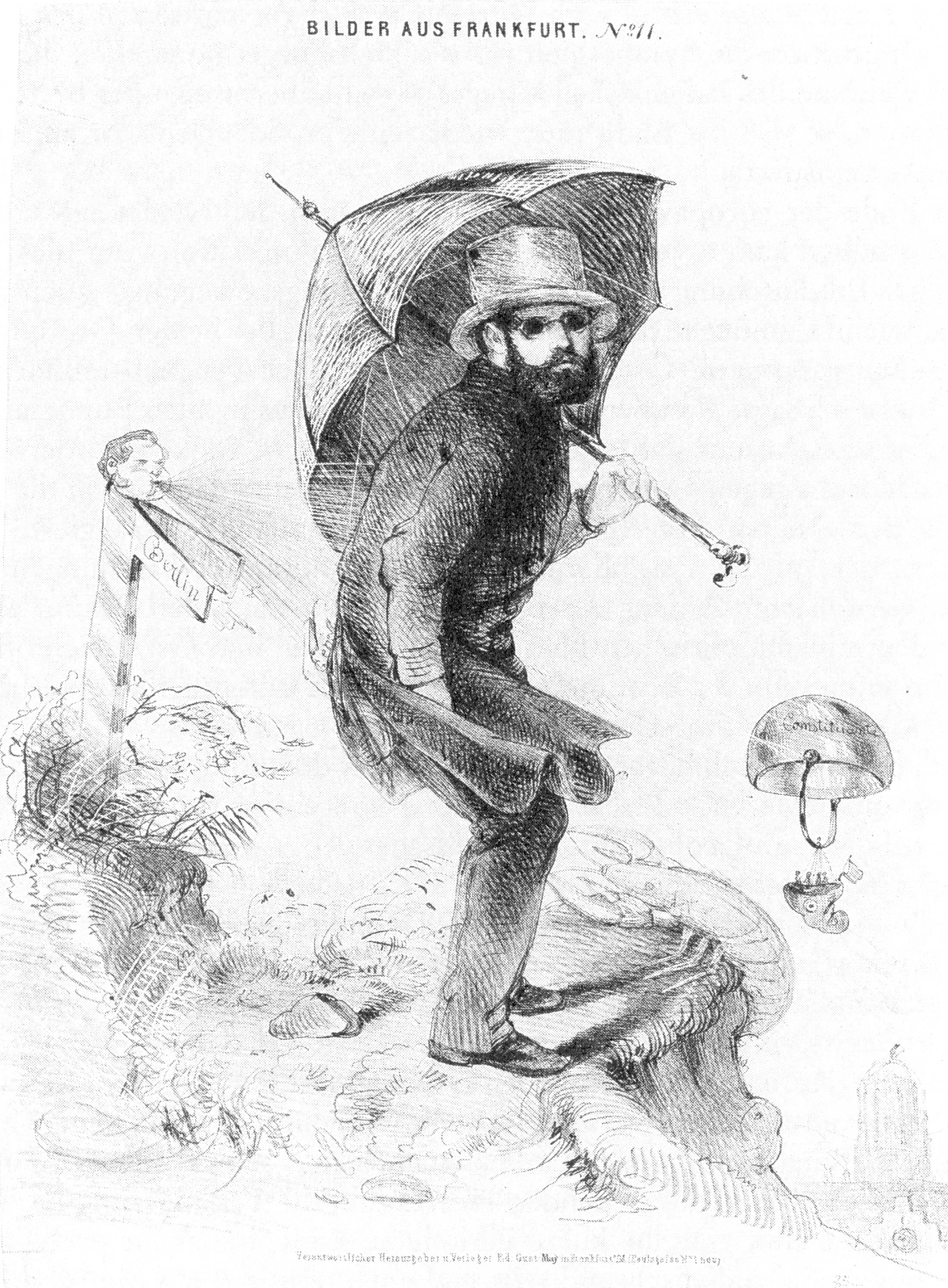
Friedrich Siegmund Jucho, der Nachlassverwalter der Nationalversammlung, auf der Flucht. Karikatur um die Jahreswende 1849/1850

Ende 1849 bzw. Anfang 1850 wurde das Erfurter Unionsparlament gewählt; von dessen Mitgliedern haben zwanzig Prozent bereits in der Frankfurter Nationalversammlung gesessen. Das gilt für 59 Abgeordnete im Volkshaus (bei einer Gesamtzahl von 224) und drei im Staatenhaus (von 96). Berücksichtigt man zusätzlich Mitglieder des Vorparlaments, kommen beim Volkshaus sechs und beim Staatenhaus zehn Mitglieder hinzu.
51 der Frankfurter Abgeordneten saßen ab 1867 im norddeutschen bzw. ab 1871 deutschen Reichstag. In den beiden norddeutschen Reichstagen von 1867 gehörten je 5,6 Prozent aller Abgeordneten zu dieser Gruppe, im ersten deutschen Reichstag von 1871 waren es 7,7 Prozent. Der Anteil sank danach deutlich ab. Neun weitere Frankfurter Abgeordnete waren süddeutsche Mitglieder im Zollparlament von 1868. Die letzten beiden Abgeordneten der Frankfurter Nationalversammlung im Reichstag waren Karl Mayer und Hermann Henrich Meier, die noch 1884 gewählt wurden. Zu den bekanntesten Reichstagsabgeordneten aus der Frankfurter Zeit gehörten Eduard Simson, Georg Beseler und Robert Mohl.
Nachweislich 136 der linken Abgeordneten wurden strafrechtlich oder dienstrechtlich verfolgt; einige entkamen Letzterem, indem sie ihr Amt aufgaben, beispielsweise Carl Friedrich Rheinwald, der seine Professur niederlegte. 18 Abgeordnete wurden zum Tode verurteilt, wobei es in zwei Fällen tatsächlich zur Hinrichtung kam (Robert Blum, Wilhelm Adolph von Trützschler). Die übrigen flüchteten und ihr Vermögen wurde in der Regel beschlagnahmt, ebenso bei langjähriger Haftstrafe. Zwei weitere wurden zum Tode verurteilt und zu lebenslänglich begnadigt (Otto Leonhard Heubner, entlassen 1859). Die Strafen reichten ansonsten von symbolischen Geldstrafen (Ludwig Uhland, Friedrich Theodor Vischer) oder zur Nichtanerkennung der Wahl zum Bürgermeister, der Aberkennung des Titels Kammerherr (Otto von Waxdorf), Suspendierung (Carl Alexander Spatz 1853, wegen Kontakt zu Exilanten), der Verbannung aus Österreich (Heinrich Reitter). Ludwig Simon aus Trier wurde in Abwesenheit zum Tode verurteilt und später zu einer Reserveübung einberufen, um ihn wegen Desertion zusätzlich zu einer hohen Geldstrafe und Festungshaft verurteilen zu können.
Für die Teilnahme am Rumpfparlament wurden zwölf Abgeordnete gar nicht verfolgt, andere zum Tode verurteilt (wegen Hochverrats). Aus Protest dagegen lehnte Uhland die Aufnahme in den Orden Pour le mérite ab. Selbst nach Einstellung von Verfahren oder Verbüßung von Strafen wurden die Verfolgten polizeilich überwacht, auch deren Verwandte und Bekannte. Letzteres schadete dem Ruf vieler Bürger, die selbst gar nicht politisch aktiv waren. Viele ehemalige Abgeordnete zogen sich aus der Politik zurück, weil sie Nachstellungen fürchteten, betont Jansen, nicht, weil sie „Philister“ geworden seien.
Gewaltsam ums Leben gekommen sind, wie Blum, während der Dauer der Nationalversammlung noch zwei weitere Abgeordnete: Hans von Auerwald und Felix von Lichnowsky. Die beiden Mitglieder des Casino gerieten bei den Septemberunruhen in Frankfurt in eine wütende Menge, die gegen die Waffenstillstandsentscheidung der Nationalversammlung protestierte.

## Arbeitsweise und innere Organisation

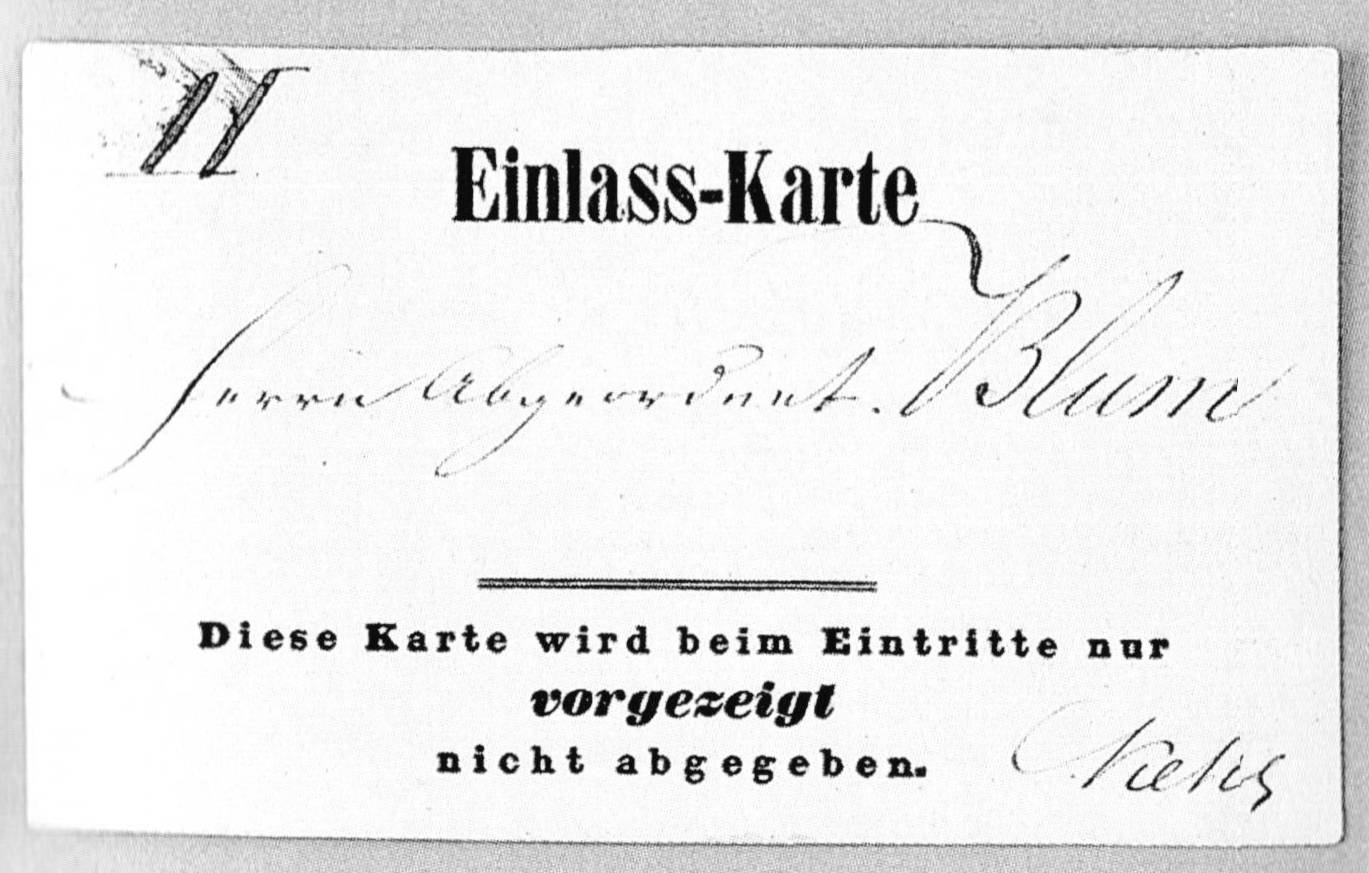
Einlasskarte für den Abgeordneten Robert Blum

### Tagungsort Paulskirche
Die evangelische Gemeinde von Frankfurt stellte der Nationalversammlung die Paulskirche zur Verfügung. Anstelle des Altars platzierte man das Pult für das Präsidium und den Redner, die Kirchenorgel darüber wurde mit dem Gemälde Germania verhüllt, an deren beiden Seiten auf der Galerie sich die Bibliothek der deutschen Reichsversammlung befand. Ansonsten war die Galerie der Ort, von dem aus Besucher den Verhandlungen der Nationalversammlung folgten.
Nachteile der Paulskirche waren zu enge Gänge zwischen den Sitzreihen im dichtgedrängten Plenarsaal und das Fehlen von Büros oder Räumen zur Beratung. Die Empore gab zweitausend Zuschauern Platz, die sich hörbar in die Debatten einmischten, doch auch die Abgeordneten lieferten in der fieberhaften Atmosphäre lauten Beifall oder Tadel.
Frauen waren in der Nationalversammlung als Zuschauerinnen zugelassen, was für das Vorparlament noch nicht galt. Sie konnten sich auf die Empore setzen oder mit einer entsprechenden Eintrittskarte in die 200 Plätze aufweisende Damenloge oder -galerie im Erdgeschoss links vom Parlamentspräsidenten. Die Damengalerie war meist überfüllt.

### Geschäftsordnung
Der aus dem Vorparlament hervorgegangene Fünfzigerausschuss hätte theoretisch einen Entwurf für eine Geschäftsordnung der Nationalversammlung erarbeiten können, lehnte dies aber am 29. April 1848 ab. Noch vor Zusammentritt arbeitete Robert Mohl an einem Entwurf, den er nach einem Treffen schon in Frankfurt eingetroffener Abgeordneter zusammen mit zwei weiteren Abgeordneten ausarbeitete. Der Entwurf wurde am 10. Mai fertig und in der ersten Sitzung am 18. Mai als provisorisches Reglement angenommen. Man setzte dazu eine Kommission ein, die die definitive Geschäftsordnung vom 29. Mai erarbeitete, die nach kurzer Aussprache angenommen wurde. Die sechs Abschnitte mit 49 Paragraphen behandelten: Wahlprüfung; Vorstand und das Personal der Versammlung; Öffentlichkeit und Beschlussfähigkeit; Ausschüsse; Ordnung der Debatte; Eingaben.

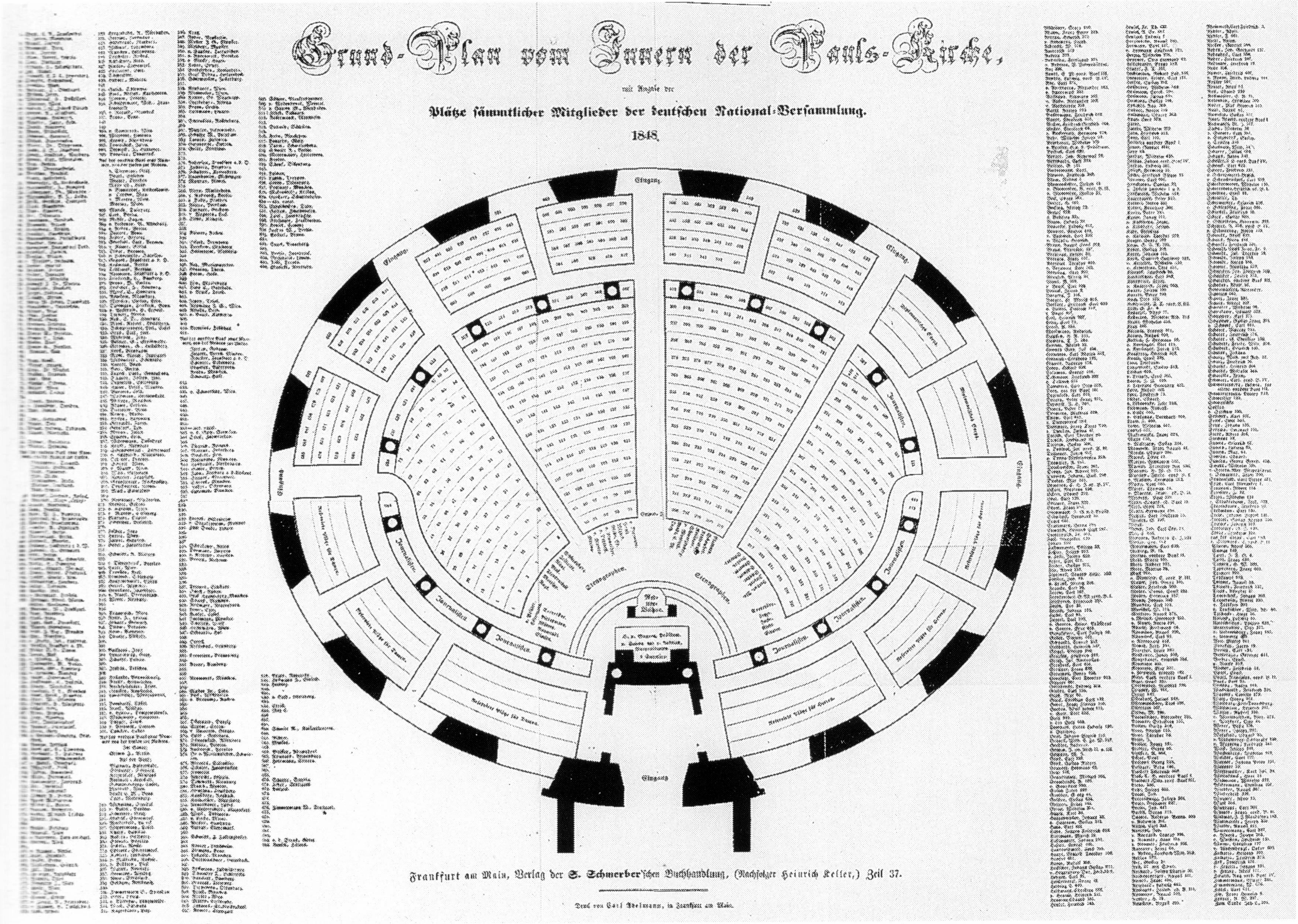
Zeitgenössischer Plan mit den Sitzplätzen, die die einzelnen Abgeordneten sich gewählt haben.

Die Geschäftsordnung regelte unter anderem, dass die Sitzungen öffentlich waren, aber unter bestimmten Bedingungen vertraulich sein konnten; beschlussfähig war die Nationalversammlung bei Anwesenheit von zweihundert Mitgliedern. In den 15 Abteilungen wurden die Verhandlungsgegenstände vorberaten. Es war geregelt, wie Anträge behandelt wurden (für die Vorlage im Plenum waren zwanzig Unterstützungen notwendig), und dass die Tagesordnung vom Präsidenten am Ende der vorigen Sitzung festgesetzt wurden. Redner sprachen in der Reihenfolge, in der sie sich meldeten, aber mit Abwechslung von Gegnern und Befürwortern der Vorlage. Die Redezeit war nicht begrenzt. Zwanzig Abgeordnete gemeinsam konnten den Schluss einer Debatte beantragen, die Entscheidung lag dann beim Plenum. Dass die Abgeordneten sich ihren Sitzplatz frei aussuchen durften, war nicht eigens festgelegt.
Durch förmliche Änderung oder einfachen Gebrauch wurde die Geschäftsordnung abgewandelt. Die Vorberatung in den Abteilungen wurden vom Fraktionswesen überlagert, so dass man auf die geplante Neuauslosung verzichtete. Weitgehend bestimmten die Fraktionen die Redner in einer Debatte. Die Redezeit wurde trotz zweier Anträge dazu nicht begrenzt. Eine namentliche Abstimmung mit Namensaufruf musste stattfinden, wenn mindestens fünfzig Abgeordnete dies forderten; Bassermann wollte dies nur noch bei Bedarf wegen Unsicherheit über das Abstimmungsergebnis zulassen, doch die Gegner sahen in der namentlichen Abstimmung den Sinn, den Wählern zu dokumentieren, wer wie abgestimmt hatte. Schließlich wurden zur Zeitersparnis am 17. Oktober 1848 Stimmkarten eingeführt (weiß „ja“, blau „nein“). Wer wie abgestimmt hatte, stand dann später im Protokoll. Ein anonymes Wahlverfahren lehnte man allgemein ab.

### Gesamtvorstand

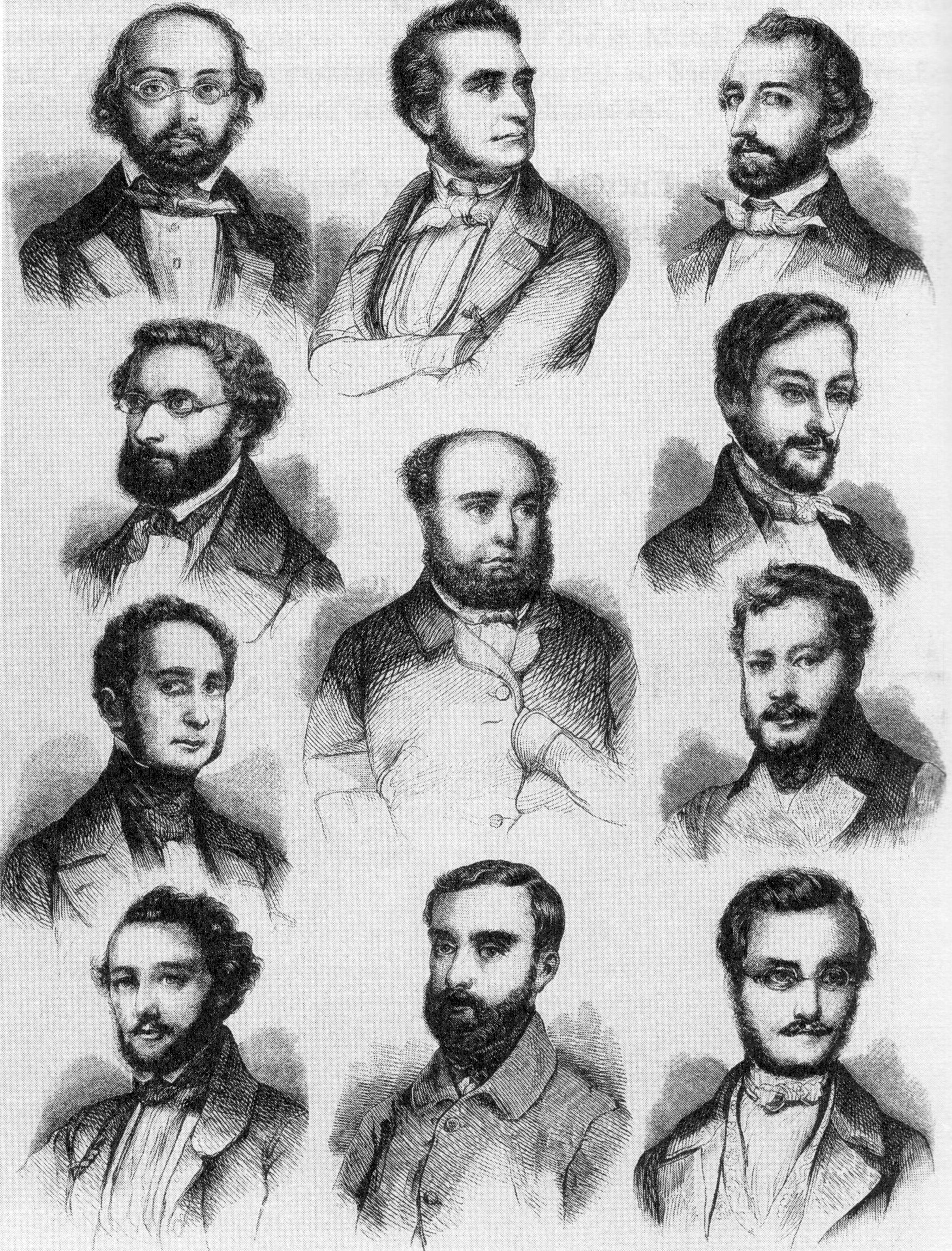
Gesamtvorstand der Nationalversammlung. Oben in der Mitte Präsident Heinrich von Gagern, unter ihm seine beiden Vizepräsidenten Alexander von Soiron und (ganz unten Mitte) Victor Franz von Andrian-Werburg. Einer der Sekretäre, Eduard Simson (linke Spalte, zweiter von unten), wurde im Dezember 1848 Gagerns Nachfolger als Präsident.

Am 17. Mai trafen sich bereits über dreihundert Abgeordnete im Frankfurter Römer; sie entschieden, dass die Nationalversammlung durch einen Alterspräsidenten eröffnet werden sollte, nicht durch den Vorstand des Fünfzigerausschusses, wie Robert Mohl vorgeschlagen hatte. Tags darauf kamen sie erneut im Römer zusammen, ernannten den siebzigjährigen Friedrich Lang zum Alterspräsidenten (obgleich dieser nicht der Älteste aller Abgeordneten war) und die acht jüngsten Anwesenden zu „Alterssekretären“. Dann zogen die etwa 350 Abgeordneten gemeinsam zur Paulskirche. Die erste Sitzung verlief noch chaotisch und planlos, und bei der Wahl Heinrich von Gagerns zum Präsidenten am 19. Mai passierte es, dass einige Abgeordnete nur „Gagern“ auf den Wahlzettel geschrieben hatten, obwohl es mit dem Bruder Maximilian noch einen weiteren Abgeordneten dieses Namens gab. Heinrich von Gagern beseitigte das Chaos des Anfangs allerdings rasch.
Laut Geschäftsordnung vom 29. Mai wählte eine absolute Mehrheit der anwesenden Abgeordneten den Präsidenten und die beiden Vizepräsidenten der Nationalversammlung. Alle vier Wochen bedurften sie einer Neuwahl, das war eine Neuerung, die auf Mohl zurückging und das Präsidentenamt jedem offen halten sollte. Der Präsident hielt die Ordnung im Haus aufrecht, bestimmte die Tagesordnung und leitete die Versammlung. Zum Gesamtvorstand gehörten ferner acht Schriftführer (Sekretäre), die in gemeinsamer Wahl mit relativer Mehrheit für die gesamte Dauer gewählt wurden.
Der Gesamtvorstand ernannte das Personal der Versammlung, die Kanzlei. Im November 1848 waren dies ein Vorstand der Kanzlei, ein Registrator mit elf Gehilfen sowie acht Sekretariatsassistenten. Das Stenographische Büro hatte einen Vorstand (der Abgeordnete Wigard), unter dem zwölf Stenographen und 13 Kanzlisten arbeiteten. Ferner bestand das Personal aus Boten und Dienern.
Die Präsidenten waren:
- Friedrich Lang als Alterspräsident, 18. Mai 1848 bis 19. Mai 1848
- Heinrich von Gagern, 19. Mai 1848 bis 16. Dezember 1848
- Eduard Simson, 18. Dezember 1848 bis 11. Mai 1849
- Theodor Reh, 12. Mai 1849 bis 30. Mai 1849

Friedrich Wilhelm Löwe war Präsident des Stuttgarter Rumpfparlaments, 6. Juni 1849 bis 18. Juni 1849.

### Fraktionen
- Demokraten: 121
- Parlamentarisch-Liberale: 104
- Fraktionslose: 258
- Konstitutionell-Liberale: 274
- Konservative: 48

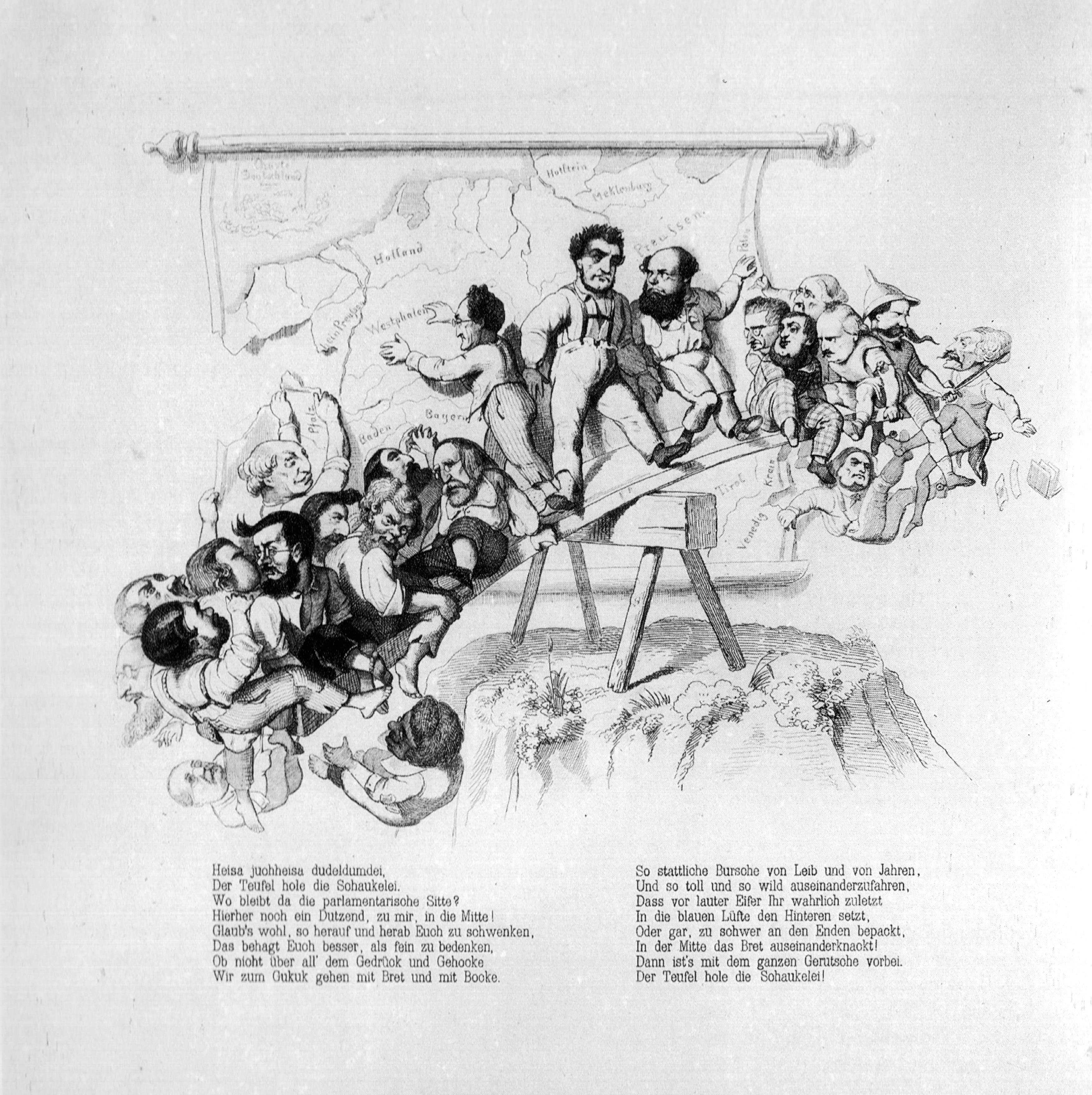
Friedrich Pecht: Die Parlamentsschaukel

Die Arbeit in Fraktionen war aus Sicht der Abgeordneten ein notwendiges Übel. Seit Juni halfen sie dabei, den Geschäftsablauf zu bestimmen, die Zahl der Zufallsentscheidungen zu begrenzen, Koalitionen zu schließen und mit eigenen Publikationen die Öffentlichkeit zu beeinflussen. Sie arbeiteten mit politischen Vereinen außerhalb des Parlaments zusammen und spiegelten die Gesellschaft mit ihren verschiedenen Elementen wider. Ein demokratisch-pluralistisches Parteiensystem war als weitere Folge abzusehen.
Fraktionen hießen nach der Gaststätte, in der die Abgeordneten sich trafen. Im Oktober 1848 waren dies (in Klammern die ungefähre Fraktionsstärke in Prozent):
- Konservative Rechte: Café Milani (6)
- Konstitutionell-liberales rechtes Zentrum: Casino (21), Landsberg (6) und Augsburger Hof (7)
- Parlamentarisch-liberales linkes Zentrum: Württemberger Hof (6), Westendhall (7)
- Demokratische Linke: Deutscher Hof (8), Donnersberg (7)

Etwa ein Drittel der Abgeordneten gehörte keiner Fraktion an.
Ab Oktober überlagerte die Frage kleindeutsch/großdeutsch die ansonsten stabilen Fraktionen, im Februar 1849 hießen die Gruppen in dieser Frage:
- Die Großdeutschen trafen sich als „Mainlust“. Es handelte sich um die Linke mit etwa 160 Mitgliedern, die einen Einheitsstaat befürworteten, und dazu um eine Abspaltung des Casinos namens Pariser Hof, etwa hundert oft katholisch und föderalistisch orientierte Süddeutsche und Österreicher. Pariser Hof und Linke waren sich in sonstigen Fragen allerdings sehr uneins.
- Die kleindeutsche oder erbkaiserliche Partei war der „Weidenbusch“ mit etwa 220 Mitgliedern. Es waren eher norddeutsche Protestanten, die dem Casino, dem Landsberg, dem Augsburger Hof und teilweise dem Württemberger Hof und vereinzelt der Westendhall entstammten.
- Der „Braunfels“ bestand aus Liberalen und Demokraten vor allem der Westendhall. Sie boten dem Weidenbusch einen Kompromiss an, wenn dadurch die Reichsverfassung durch demokratische Elemente wie ein allgemeines Wahlrecht gestärkt wurde.[45]

Bei den wichtigen Verfassungsabstimmungen im März 1849 stimmten die drei Gruppen nicht ganz einheitlich ab, aber bei der Frage, ob die Kaiserwürde erblich sein solle, stimmten dank des Simon-Gagern-Paktes (vom Braunfels bzw. Weidenbusch) 267 Abgeordnete mit Ja und 263 mit Nein.

### Ausschüsse
Insgesamt hat die Nationalversammlung 17 selbstständige und zehn vorübergehende Ausschüsse eingesetzt. Ein Abgeordneter musste mindestens einem angehören. Wurde ein Platz frei, schlug der Ausschuss drei Abgeordnete vor, von denen das Plenum einen wählte. Die Sitzungen waren nicht öffentlich, aber der Präsident durfte an allen teilnehmen. Entgegen der ursprünglichen Regelung konnte ein Ausschuss Zeugen und Sachverständige auch ohne ausdrückliche Zustimmung des Plenums befragen.
Liste der Ausschüsse:

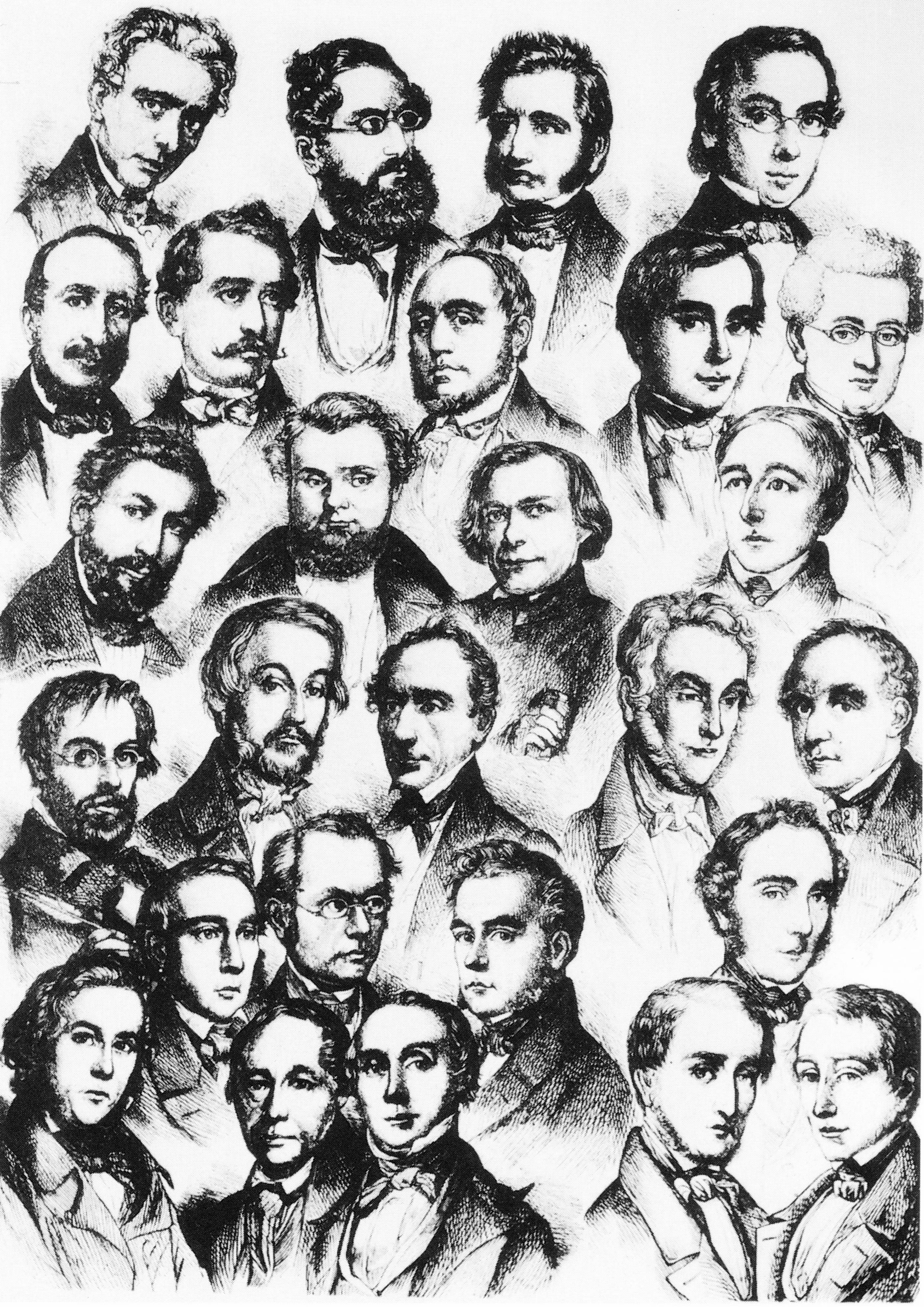
Mitglieder des wichtigen Verfassungsausschusses, der die Frankfurter Reichsverfassung erarbeiten sollte

- Vorbereitungskommission für die Einrichtung der Nationalversammlung, 18. Mai 1848 bis 17. Juni 1848
- Revisionskommission zur Vorberatung über die von der vorbereitenden Kommission abgeschlossenen Verträge, 19. Mai 1848 bis 16. Juni 1848
- Ausschuß für die Geschäftsordnung, seit 19. Mai 1848
- Redaktionskommission für die Protokolle, 22. Mai 1848 bis 16. Juni 1848
- Ausschuß für den Raveaux’schen Antrag, seit 22. Mai 1848
- Zentralausschuß für die Prüfung der Wahlen, seit 23. Mai 1848
- Ausschuß für den Entwurf der Reichsverfassung (Verfassungsausschuss), seit 24. Mai 1848
- Ausschuß für Arbeiter-, Gewerbe- und Handelsverhältnisse (Volkswirtschaftlicher Ausschuss), seit 24. Mai 1848
- Ausschuß für die Priorität der Petitionen und Anträge, seit 24. Mai 1848
- Ausschuß für die Marine, seit 26. Mai 1848
- Ausschuß für völkerrechtliche und internationale Fragen, seit 29. Mai 1848
- Ausschuß für die Prüfung der Anträge in Bezug auf die provisorische Zentralgewalt, seit 3. Juni 1848
- Ausschuß für Volksbewaffnung und Heerwesen, seit 5. Juni 1848
- Ausschuß zur Begutachtung der österreichisch-slavischen Frage, seit 5. Juni 1848
- Ausschuß für Gesetzgebung, seit 17. Juni 1848
- Ausschuß für Begutachtung der Wahlen in Thiengen und Konstanz, seit 1. Juli 1848
- Ausschuß für die Entwerfung des Gesetzes über die Ministerverantwortlichkeit, seit 1. Juli 1848
- Ausschuß für die Kirchen- und Schulangelegenheiten (Commission für das Unterrichts- und Volkserziehungswesen), seit 7. Juli 1848
- Ausschuß für Sektion für das Volksschulwesen
- Kommission für Vorbereitung des Empfangs des Reichsverwesers, seit 10. Juli 1848
- Finanzausschuss, seit 25. August 1848
- Ausschuß für die Entwerfung einer Proklamation der Nationalversammlung, seit 20. September 1848 (in Bezug auf die Septemberunruhen)
- Ausschuß für den Schmidt-Wiesnerschen Antrag, seit 5. Oktober 1848
- Ausschuß für die Einleitung der Untersuchung gegen die Abgeordneten Robert Blum und Johann Georg Günther, seit 5. Oktober 1848
- Ausschuß für die österreichischen Angelegenheiten, seit 17. Oktober 1848
- Ausschuß für Anträge über das Verhältnis der Zentralgewalt zu den Einzelstaaten, seit 7. November 1848
- Kommission für die Anordnungen zur Totenfeier für den Abgeordneten Robert Blum, seit 23. November 1848
- Ausschuß zur Begutachtung und Berichterstattung über die Vorlage des Reichsministeriums über das österreichische Verhältnis zur Bildung eines Bundesstaates der deutschen Länder, seit 18. Dezember 1848
- Ausschuß für die Durchführung der Reichsverfassung (Dreißigerausschuss), seit 11. April 1849
- Fünfzehnerausschuß, seit 8. Juni 1849

## Bewertung
Die Nationalversammlung und andere Versammlungen der Zeit „zeigten viele Ansätze eines entwickelten Parlamentarismus“, so der Historiker Siemann. Die Regierungsweise war parlamentarisch, Fraktionen bildeten den Willen und wirksame Ausschussarbeit bewältigte Einflüsse von außerhalb der Nationalversammlung. Das Bürgertum war im Umgang mit politischer Macht in demokratischen Institutionen erstaunlich reif und fähig zum parlamentarischen Kompromiss, den die Grundrechte und „die ausgewogene Konstruktion der Reichsverfassung“ krönten.
Hahn und Berding erinnern an die zahlreichen Forderungen einer politisierten Gesellschaft, die an die Abgeordneten herangetragen wurden, über Vereine, Zeitungen, Interessenverbände und Petitionen. „Das Wechselspiel zwischen repräsentativer Volksvertretung und einer zunächst unbeschränkten Öffentlichkeit, wie es durch die Revolution möglich geworden war, ließ die Paulskirche zum politischen Forum der Nation werden.“
Trotz ihrer beachtlichen Leistungen zu Verfassung und Gesetzgebung, meint Frank Lorenz Müller, wuchs die Nationalversammlung nicht zu einer „zupackenden, praktisch-handelnden Körperschaft“ heran, sie sei zu fachlich und philosophisch geblieben. Bernhard Mann wirft ihr vor, im Mai und Juni 1848 ihre Trümpfe überreizt zu haben, unhaltbar sei ihre Position gewesen, die Verfassung ohne die Regierungen festzustellen. Außerdem hätte sie eine Zentralgewalt einsetzen sollen, die völlig abhängig von ihr war, um mehr Parlamentarisierung und Parteibildung im ganzen Land zu erreichen. Man müsse aber gerechterweise hinzufügen, dass ein modernes Parteiwesen erst gerade durch die Presse-, Versammlungs- und Vereinsfreiheit möglich geworden war und dass die österreichischen Politiker nur geringe und die preußischen zumindest keine großen Erfahrungen im Parlamentarismus hatten.

### Allgemeine Darstellungen
- Karl Binding: Der Versuch der Reichsgründung durch die Paulskirche in den Jahren 1848 und 1849. Duncker & Humblot, Leipzig 1892 (Google Books).
- Heinrich Best, Wilhelm Weege: Biographisches Handbuch der Abgeordneten der Frankfurter Nationalversammlung 1848/49. Droste, Düsseldorf 1998, ISBN 3-7700-0919-3. (1. Auflage: Droste, Düsseldorf 1996, ISBN 3-7700-0919-3. pdf)
- Manfred Botzenhart: Deutscher Parlamentarismus in der Revolutionszeit 1848–1850. Droste Verlag, Düsseldorf 1977.
- Frank Engehausen: Werkstatt der Demokratie. Die Frankfurter Nationalversammlung 1848/49. Campus, Frankfurt am Main 2023, ISBN 978-3-593-51651-6.
- Günter Mick: Die Paulskirche. Streiten für Recht und Gerechtigkeit. Wissenschaftliche Buchgesellschaft, Darmstadt 1997, ISBN 3-7829-0470-2.
- Karl Obermann: Die Wahlen zur Frankfurter Nationalversammlung im Frühjahr 1848. Die Wahlvorgänge in den Staaten des Deutschen Bundes im Spiegel zeitgenössischer Quellen. Deutscher Verlag der Wissenschaften, Berlin 1987.
- Wilhelm Ribhegge: Das Parlament als Nation, die Frankfurter Nationalversammlung 1848/49. Droste, Düsseldorf 1998, ISBN 3-7700-5193-9.